# Wolfspinnen
Die Wolfspinnen oder Wolfsspinnen (Lycosidae) bilden eine Familie innerhalb der Ordnung der Webspinnen und zählen dort zur Überfamilie der Wolfspinnenartigen (Lycosoidea). Die prominente Spinnenfamilie zählt zu den zahlenmäßig größten der Ordnung und setzt sich aus kleinen bis sehr großen Arten zusammen, von denen die Mehrheit ohne Fangnetz jagt und stattdessen freilaufend lebt. Einige Arten legen jedoch Unterschlüpfe in Form von selbst gegrabenen Wohnröhren an, die mit Gespinsten versehen werden. Viele Wolfspinnen leben allerdings nomadisch und nutzen bereits vorhandene Versteckmöglichkeiten, etwa die Unterseite von Steinen oder Gehölz als temporären Aufenthaltsort.
Die Mitglieder der weltweit verbreiteten Familie der Wolfspinnen sind langbeinig und kräftig gebaut. Auffällig sind die vergrößerten hinteren Mittelaugen, die direkt nach vorn angeordnet sind. Der Sehsinn ist bei ihnen für die Jagd und die Balz von Bedeutung, aber nicht so gut entwickelt wie bei Springspinnen. Die Balz bei Wolfspinnen setzt sich aus rhythmischen und tanzartigen Bewegungen seitens der Männchen zusammen, für die die vorderen Extremitäten beansprucht werden. Eine weitere Eigenart der Wolfspinnen ist die ausgeprägte Form der Brutpflege. Die Eikokons werden von den Weibchen nach deren Fertigstellung an den Spinnwarzen angeheftet mit sich getragen und die Jungtiere klettern nach dem Schlupf auf das Opisthosoma (Hinterleib) ihrer Mutter und lassen sich von ihr für einige Zeit tragen, ehe sie sich vom Muttertier trennen und selbstständig heranwachsen.
Zu den Wolfspinnen zählen auch die wie alle Arten dieser Familie für den Menschen im Normalfall eigentlich nicht gefährlichen „Taranteln“ (ehemalig Tarentula; heute vorwiegend den Gattungen Hogna und Lycosa sowie teilweise den Scheintaranteln (Alopecosa) zugerechnet). Obgleich größere Exemplare mit ihren sehr kräftigen Cheliceren (Kieferklauen) auch die menschliche Haut durchdringen können, sind medizinisch relevante Folgen nach einem Wolfspinnenbiss nicht die Regel.

## Merkmale

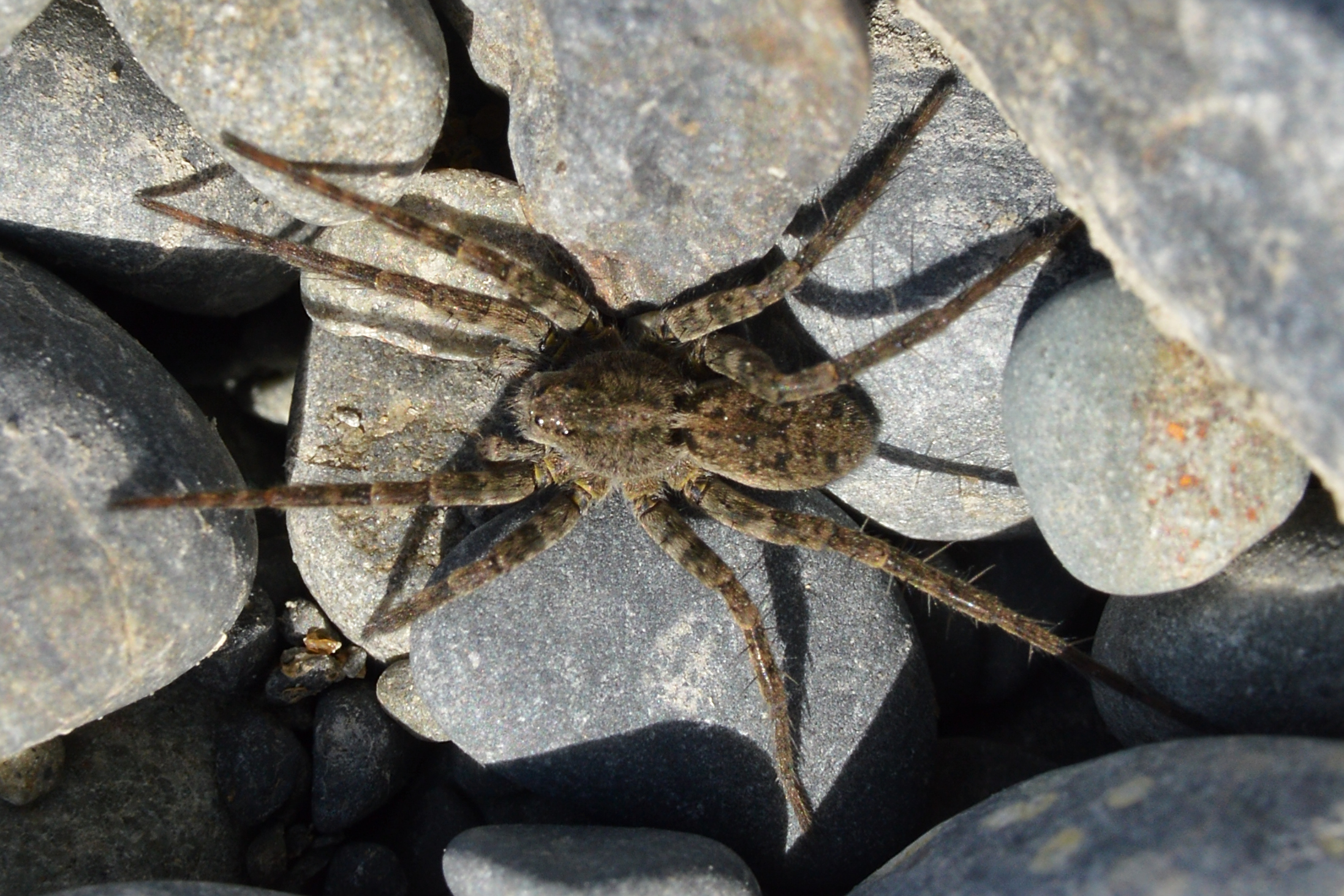
Dorsalansicht einer weiblichen Wolfspinne

Die Wolfspinnen erreichen eine Körperlänge von drei bis zu 45 Millimetern und sind somit kleine bis sehr große Vertreter der Echten Webspinnen (Araneamorphae). Die größte Art der Familie ist die Deserta-Tarantel (Hogna ingens). Die Färbung der Tiere kann sehr variieren und von matt gelbbraun über grau nahezu bis hin zu schwarz reichen. Die dorsale (obere) Körperfläche besitzt zumeist eine Musterung.

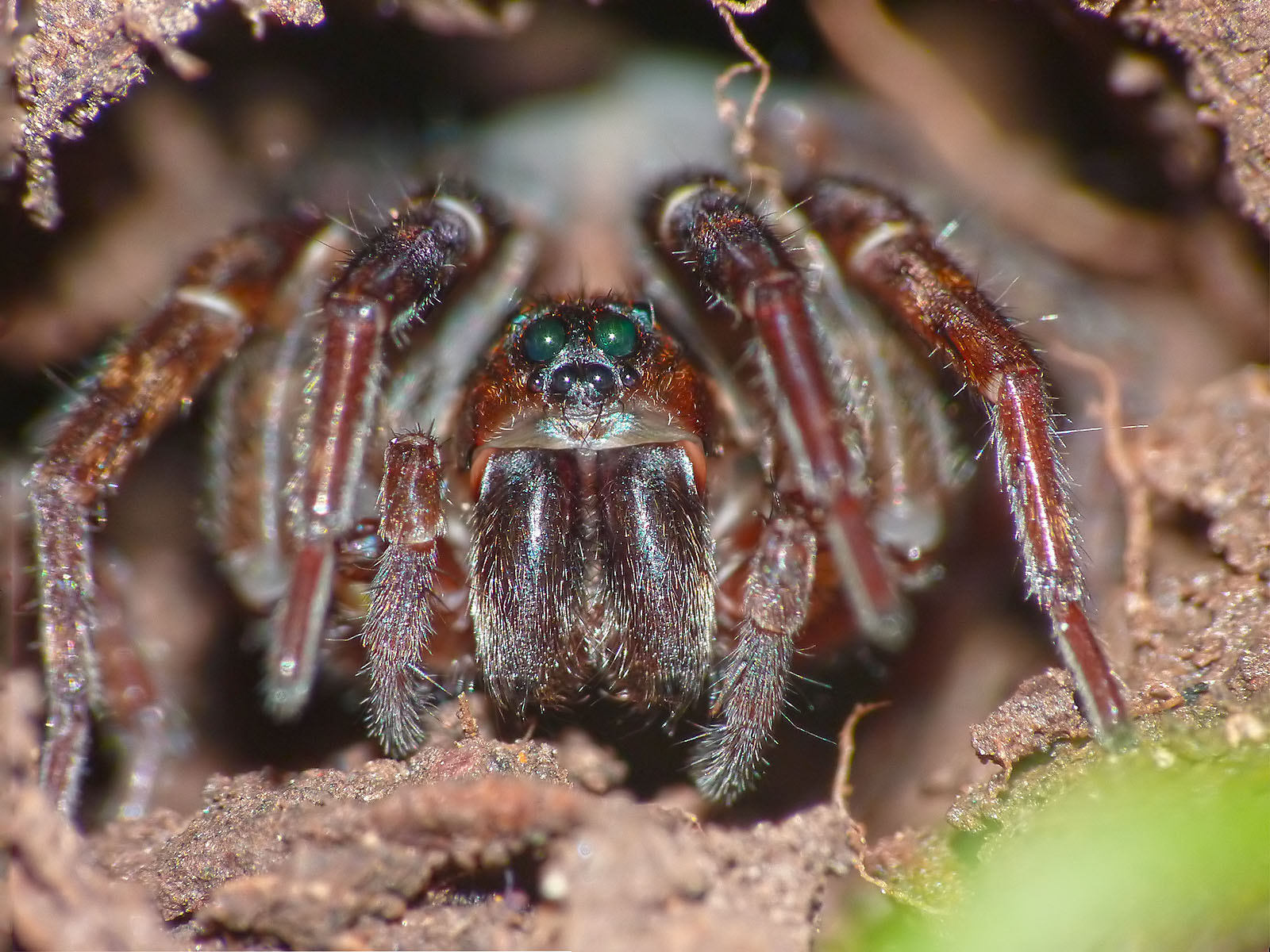
Frontale Detailansicht einer weiblichen Wolfspinne mit gut erkennbaren Augen und Cheliceren

Der Carapax (Vorderkörper des Prosomas, bzw. Vorderkörpers) ist bei den Wolfspinnen länger als breit und schmaler sowie höher in der cephalen (am Kopf gelegenen) Region. Außerdem ist er mit einem dichten Kleid aus Setae (chitinisierten Haaren) bedeckt. Diese kurzen Setae sind aufliegend auf dem Opisthosoma angelegt. Darüber hinaus ist der Carapax mit breiten Bändern versehen. Die Fovea (Apodem) erscheint verlängert. Die acht ungleich großen Augen sind in drei Reihen je übereinander angegliedert. Die untere Reihe enthält vier kleinere Augen. Diese Reihe ist entweder prokursiv, gerade oder rekursiv verlaufend und überschneidet sich nicht mit der mittleren Augenreihe. Diese enthält auffallend große Augen und diese Augen wiederum ein Tapetum. Diese sind zumeist die größten aller acht Augen. Die mittlere Augenreihe ist herausstechend an der Front des Carapax platziert. Die beiden Augen der oberen Reihe sind von der Größe her zwischen denen der beiden anderen und befinden sich anterolateral (vorne seitlich) angeordnet auf dem Carapax. Nur selten sind diese Augen größer als die der zweiten Reihe. Die Augen der Wolfspinnen sind recht leistungsstark. Bei Arten, die in Ufernähe leben, sind auch die Fähigkeiten zum Polarisationssehen (Wahrnehmung der Schwingungsebene polarisierten Lichtes) und zur Sonnenkompassorientierung (Orientierung anhand des Sonnenstandes) vorhanden. Die Cheliceren (Kieferklauen) sind kräftig gebaut und weisen gerillte Fangfurchen auf. Die Condyle (Ausstülpungen an der Basis der Cheliceren) sind deutlich hervorstehend- Retromarginal (innen rückseitig) besitzen die Cheliceren zwei bis vier (meistens drei) Zähne. Das Labium (sklerotisierte bzw. gehärtete Platte zwischen den Laden an der Vorderseite des Sternums) ist genauso so lang wie breit und halb so lang wie die Laden (umgebildete Coxen, bzw. Hüftglieder der Pedipalpen). Letztere verlaufen mehr oder weniger parallel mit der Scopula (Fläche aus Hafthaaren) am anterioren Rand. Das Sternum (Brustschild des Prosomas) ist von ovaler bis schildförmiger Gestalt.

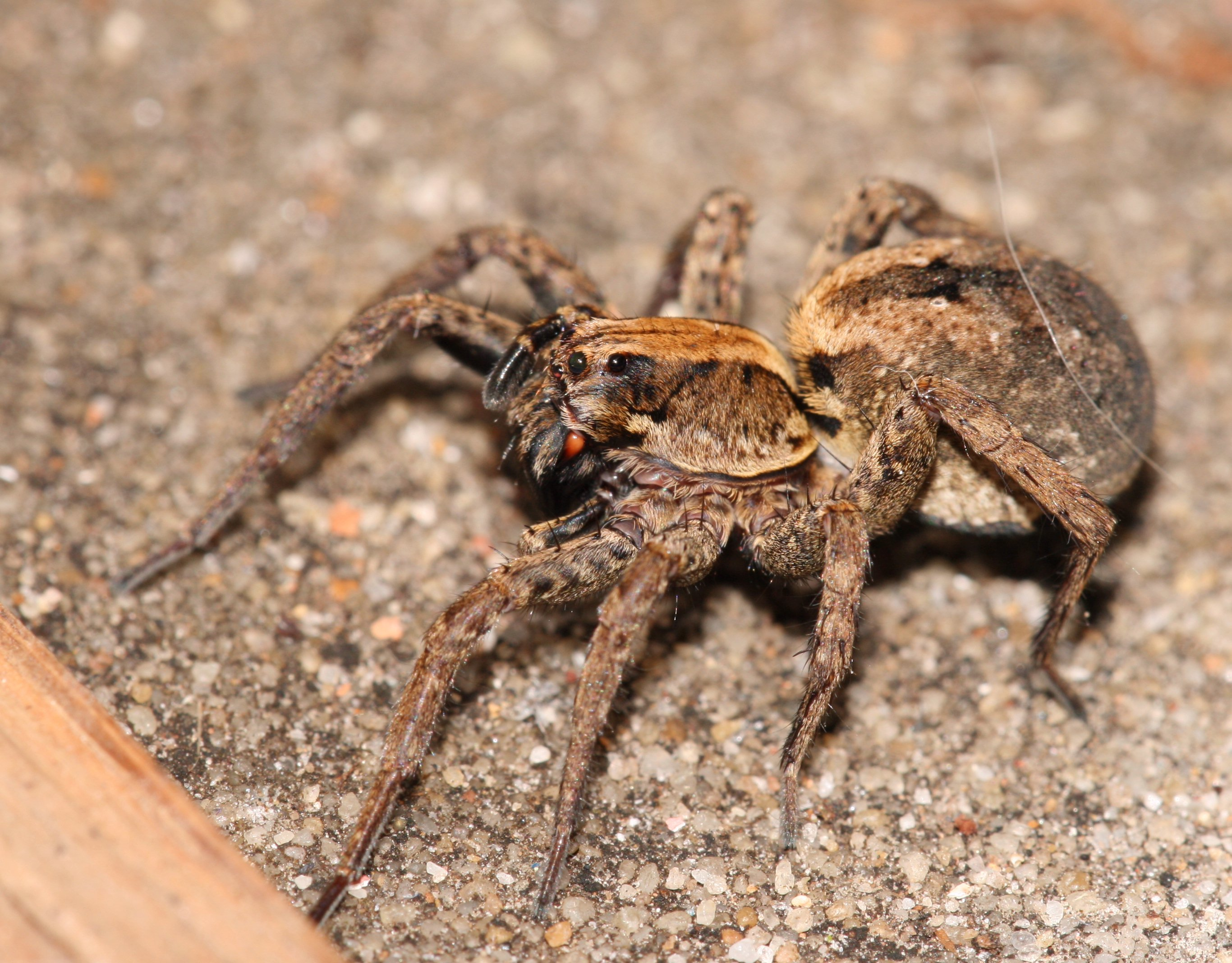
Lateralansicht einer weiblichen Wolfspinne mit den hier gut erkennbaren Beinstrukturen

Die Beine sind lang und meistens kräftig gebaut. Außerdem sind sie rechtläufig ausgelegt. Die Beine besitzen im Regelfall Scopulae. Daneben besitzen die Extremitäten lange, schwarze und aufgerichtete Stacheln und ebenso lange, aufgerichtete und schwärzliche Setae neben kürzeren Setae. An den Tarsen (Fußgliedern) befinden sich je drei Klauen. Davon kann die mediane (mittlere) reduziert sein. Die Trochanter (Schenkelringe) weisen eine distale (von der Körpermitte entfernt liegende) Einkerbung auf ventraler (unterer) Fläche auf.

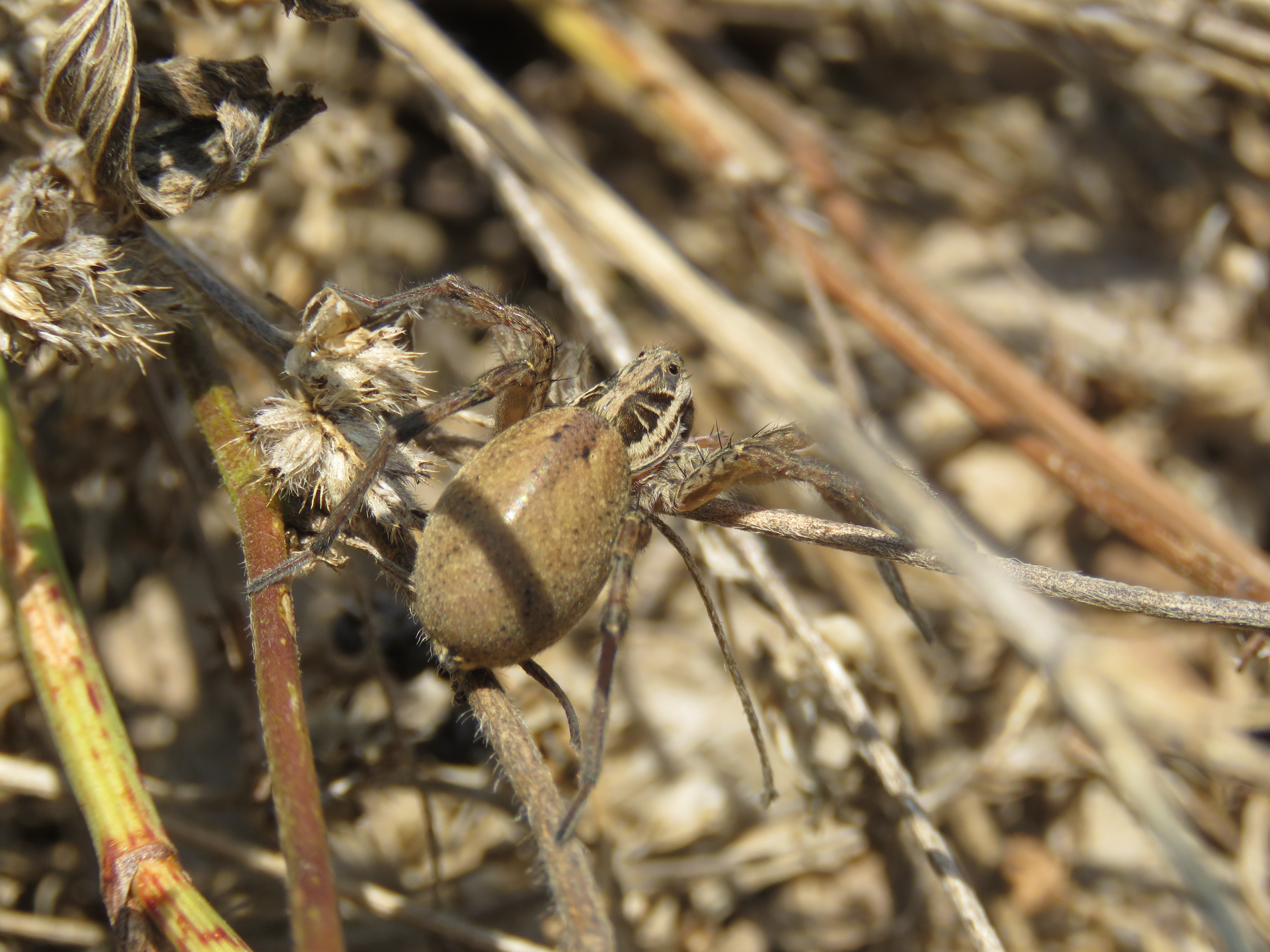
Rückansicht einer weiblichen Wolfspinne mit gutem Blick auf das Opisthosoma

Das Opisthosoma (Hinterleib) hat eine ovale bis eiförmige Form und ist wie der Carapax dicht mit Setae bedeckt. Die dorsalen (oberen) und ventralen Setae sind aufliegend ausgelegt und von kurzer Länge, während der anteriore (vordere) Endpunkt längere und kurvig verlaufende Setae aufweist. Wolfspinnen besitzen zwecks Atmung zwei Buchlungen sowie ein paar aus röhrenförmigen Tracheen (verzweigte Kanäle zur Luftversorgung), deren Stigmen (Atemöffnungen) sich nahe der Spinnwarzen befinden. Letztere sind wie bei Spinnen üblich in drei Paaren übereinander angeordnet. Wolfspinnen zählen zu den ecribellaten Spinnen, der Colulus (vermutlich funktionsloser Hügel) ist hier anders als bei anderen zu dieser Gruppe zugehörigen Spinnen jedoch auch zurückgebildet. Bei den weiblichen Tieren befinden sich an den anterior-lateralen Spinnwarzen große Ampullendrüsen und an den posterior-medianen Spinnwarzen kleine Ampullendrüsen. Die sekundären Spinnwarzen dienen bei den Weibchen für das Anheften des Eikokons.

### Genitalmorphologische Merkmale

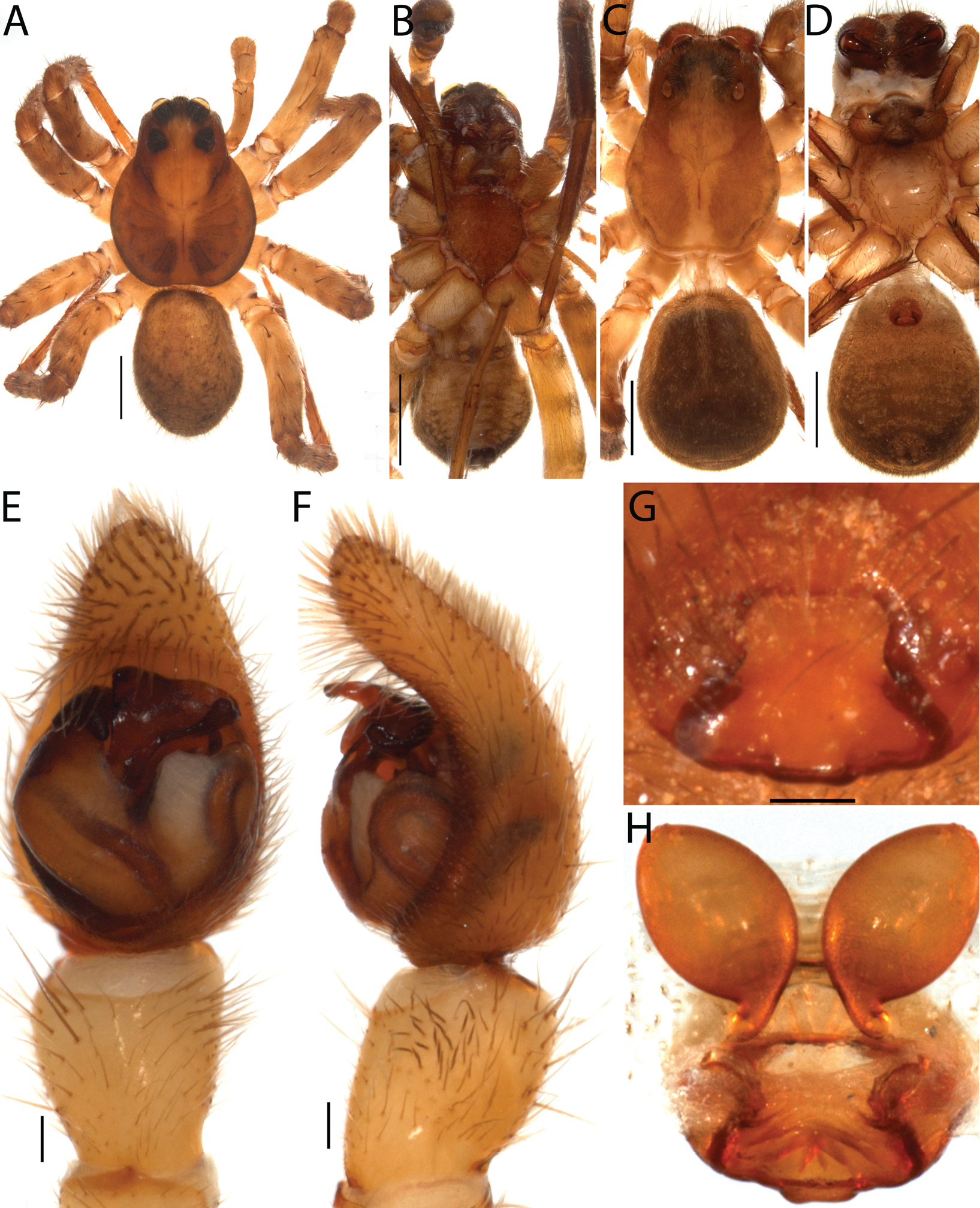
Detailaufnahmen der Art Artoria terania mitsamt Bulbi (unten links) und Epigyne (beide Bilder unten rechts)

Die Pedipalpen (umgewandelte Extremitäten im Kopfbereich) besitzen bei männlichen Wolfspinnen anders als bei vielen anderen Spinnen bei fast allen Arten keine Apophysen (chitinisierte Fortsätze) an den Tibien. Das Cymbium (erstes und vorderstes Sklerit, bzw. Hartteil) eines einzelnen Bulbus (männliches Geschlechtsorgan) und die Tibia eines Pedipalpus verfügen gelegentlich über je ein winziges Stridulationsorgan dessen Verbindung. Der Embolus (drittes und letztes Sklerit des Bulbus) besitzt einen variablen Aufbau mitsamt Einfuhrorgan. Er ist jedoch normalerweise lang und schlank gebaut, kann genauso jedoch kurz und abgeschnitten ausgebildet sein. Der Embolus und die terminale (am Ende gelegene) Apophyse, sofern vorhanden, entspringen im Normalfall von einem sklerotisierten Gebilde, das optisch einer Vorspelze ähnelt. Dieses Gebilde besteht aus einer deutlich ausgeprägten Platte mit einem dehnbaren Sack an dessen Basis. Die terminale Apophyse ist entweder klein und an der Basis des Embolus entspringend oder stärker hervortretend und stark sklerotisiert. Außerdem kann sie auch schnabel-, lappen-, zahn- oder schuppenartig sowie sichelförmig ausgeprägt sein. Daneben existiert auch eine mediane Apophyse, die durch eine kleine Membran beweglich am distalen Rand des Tegulums (zweites und mittleres Sklerit des Bulbus) befindlich ist. Diese Apophyse weist oft eine flache Längsrille auf der dorsalen Fläche und einen kräftigen Sporn auf der ventralen Fläche. In seltenen Fällen ist die Medianapophyse klein und polsterartig gebaut und mit einem distalen Fortsatz versehen. Dieser Prozess erstreckt sich dann in retrolaterale (seitlich rückliegende) oder retrolaterodistale (seitlich rückliegende und von der Körpermitte entfernt liegende) Richtung. Der Konduktor (Leiter) kann entweder als tegulärer (rückseitiger) Lappen genauso wie als Sklerit an der Basis des vorspelzenartigen Begildes, der Medianapophyse oder der Terminalapophyse erscheinen.
Die Epigyne (weibliches Geschlechtsorgan) besitzt ein stark sklerotisiertes und medianes Septum (Trennwand), das oft als umgedrehtes T erscheint. Bei einigen Arten ist dieses Septum unauffällig oder fehlend. Neben dem Septum ist oftmals eine Haube an der Epigyne vorhanden. Die Spermatheken (Samentaschen) sind meistens groß, bauchig geformt und gut sklerotisiert. Manchmal sind sie jedoch länglich und schlank oder keulenförmig gestaltet sowie mit einem sogenannten Spermathekalorgan ausgestattet.

### Differenzierung ähnlicher Spinnen
Wolfspinnen können leicht mit anderen Spinnen aus der Überfamilie der Wolfspinnenartigen (Lycosoidea) verwechselt werden. Ein Alleinstellungsmerkmal der Wolfspinnen ist die Beschaffenheit der Augen, bzw. die der hier deutlich größeren Augen beider oberer Reihen. Von den Luchs- (Oxyopidae) und den Jagdspinnen (Pisauridae), deren obere Medianaugen ebenfalls von einem gitterartigen Tapetum eingerahmt sind, können die Wolfspinnen auch durch den Aufbau der Pedipalpen der männlichen Tiere differenziert werden, da denen der Wolfspinne Apophysen an den Tibien der Pedipalpen fehlen. Bei den Männchen der anderen Familie sind dort jedoch welche vorhanden.
Weitere Verwechslungskandidaten der Wolfspinnen sind die Kammspinnen (Ctenidae), bei denen die Augen zwar auch in drei Reihen aufgeteilt sind, wobei sich jedoch deren Anordnung meist von den Augenreihen bei den Wolfspinnen unterscheidet. Dort enthält die oberste Reihe zwei, die mittlere vier und die untere wieder zwei Augen (Anordnung 2-4-2). Außerdem haben die Kammspinnen nur zwei Tarsalklauen, die kammförmig in einer Reihe angeordnet sind, was den Kammspinnen auch ihre Trivialbezeichnung eingebracht hat.

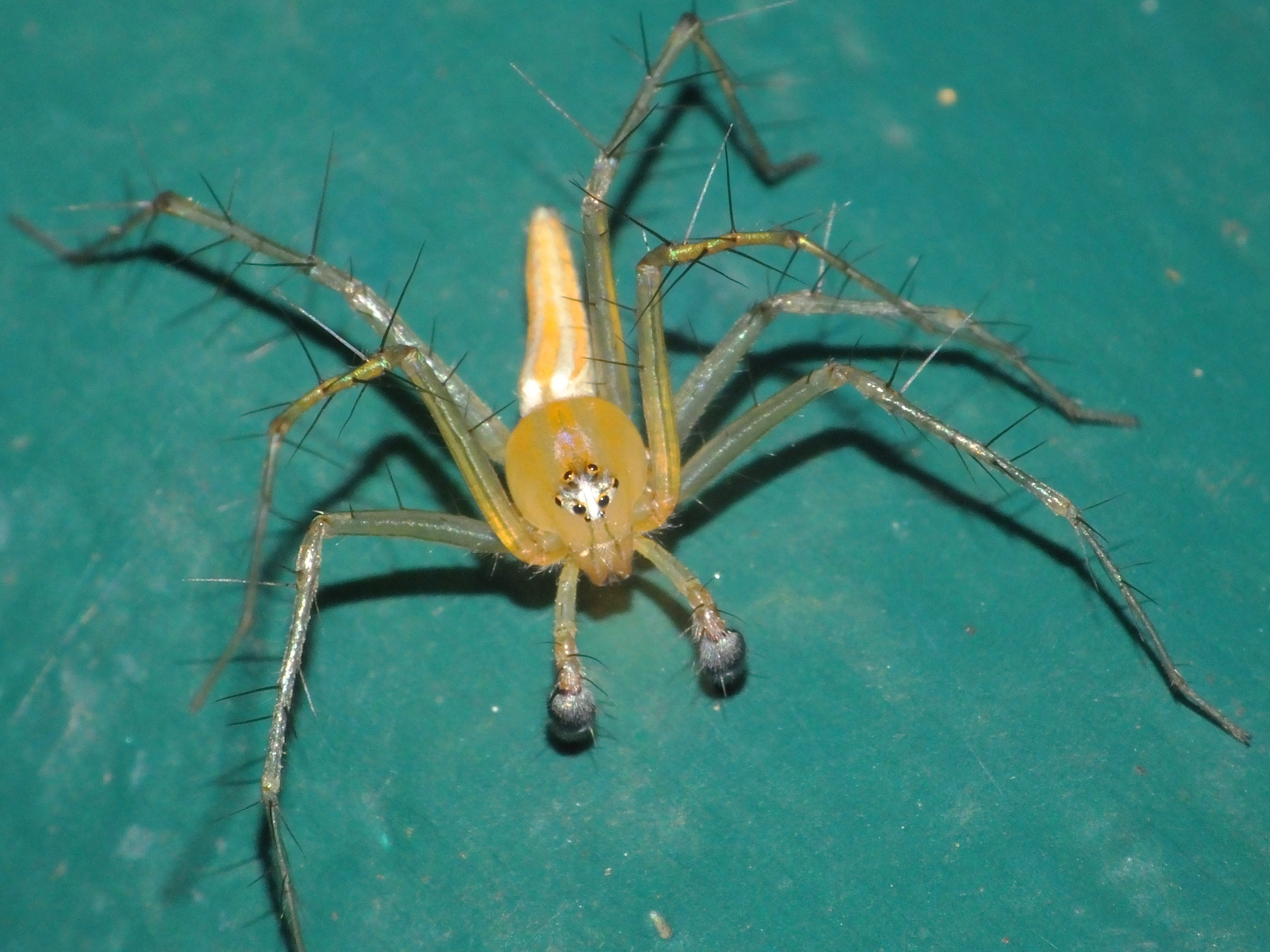
Männliche Luchsspinne (Oxyopidae sp.) mit fehlendem Bein
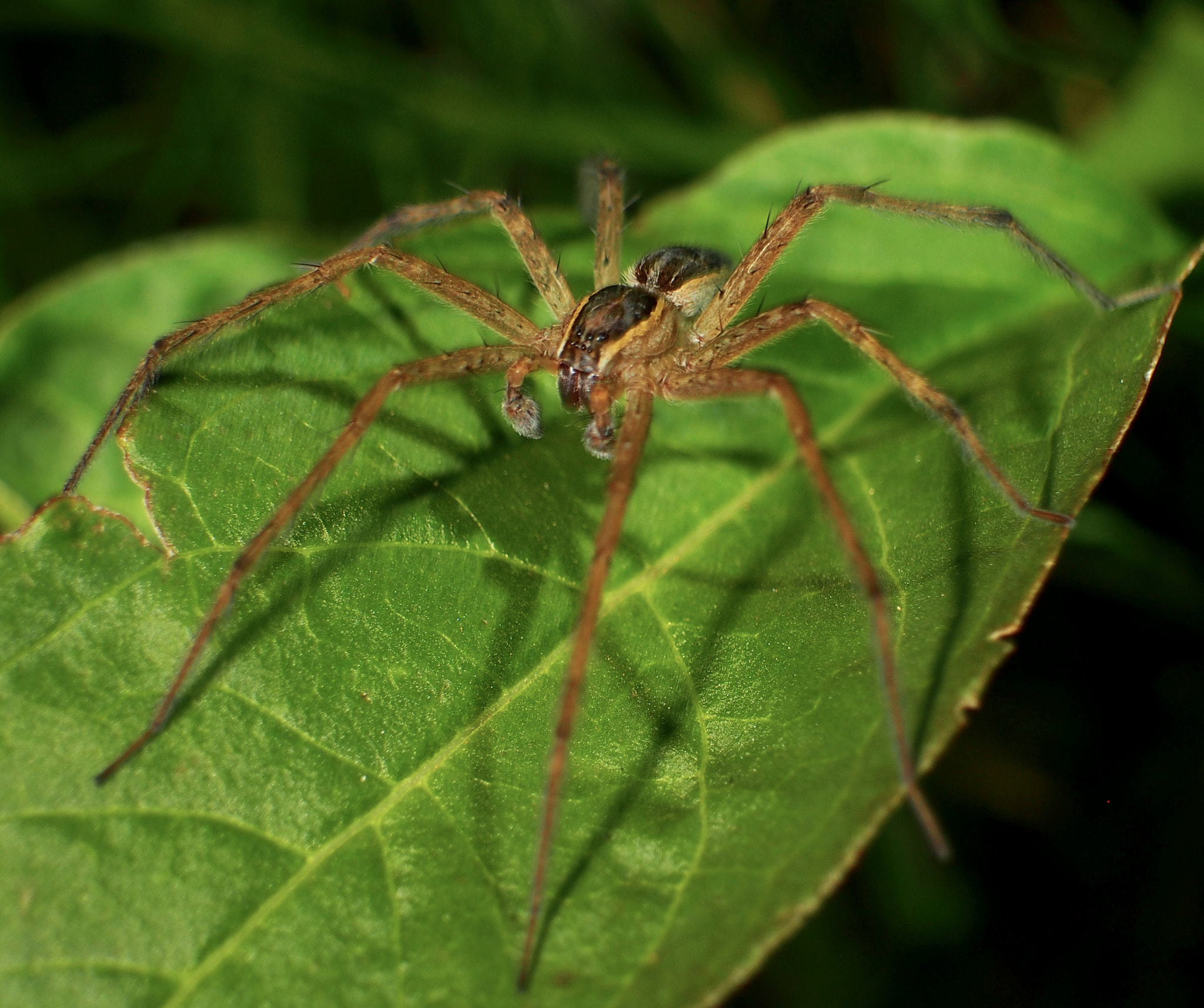
Männliche Jagdspinne (Pisauridae sp.)
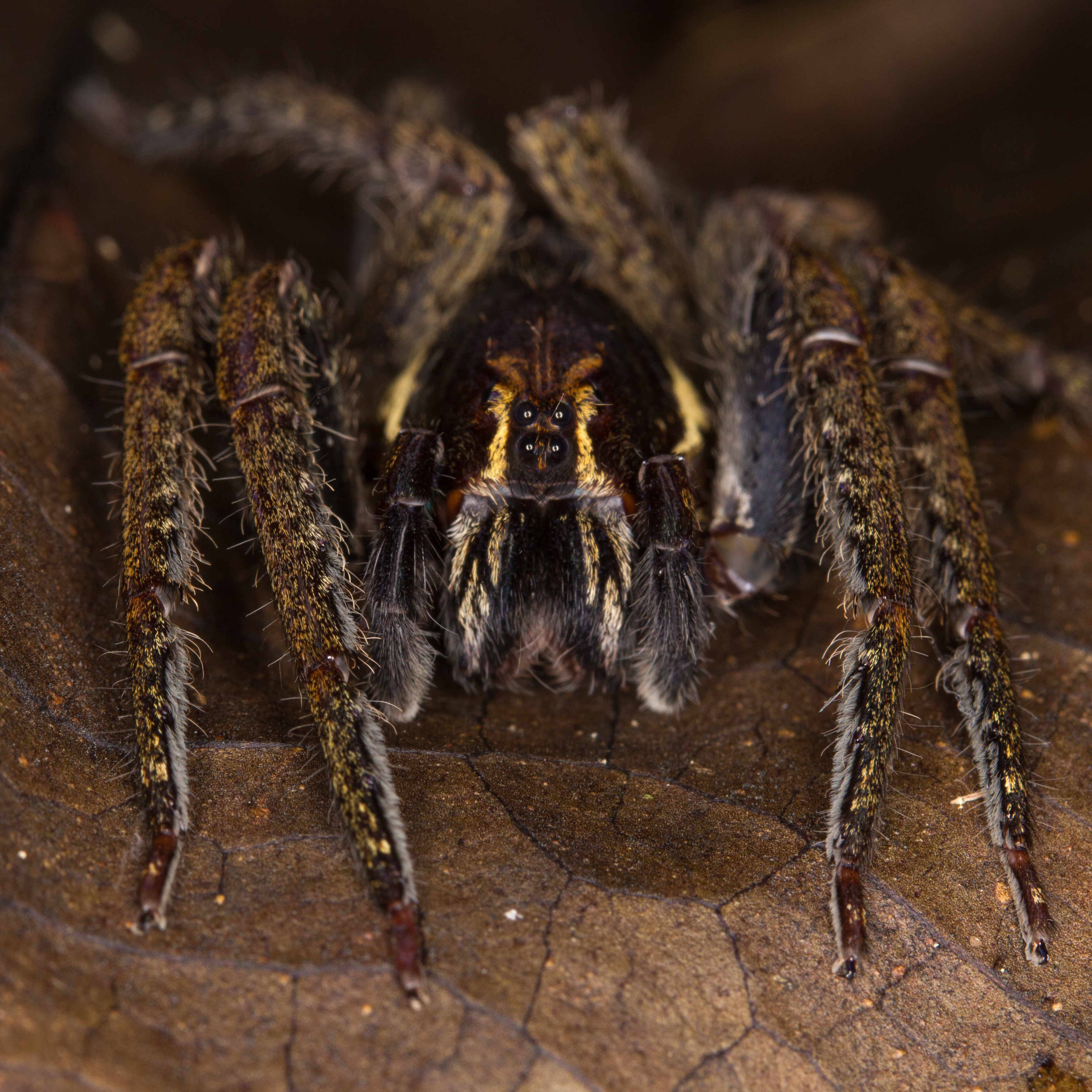
Weibliche Kammspinne (Ctenidae sp.)

## Verbreitung und Lebensräume

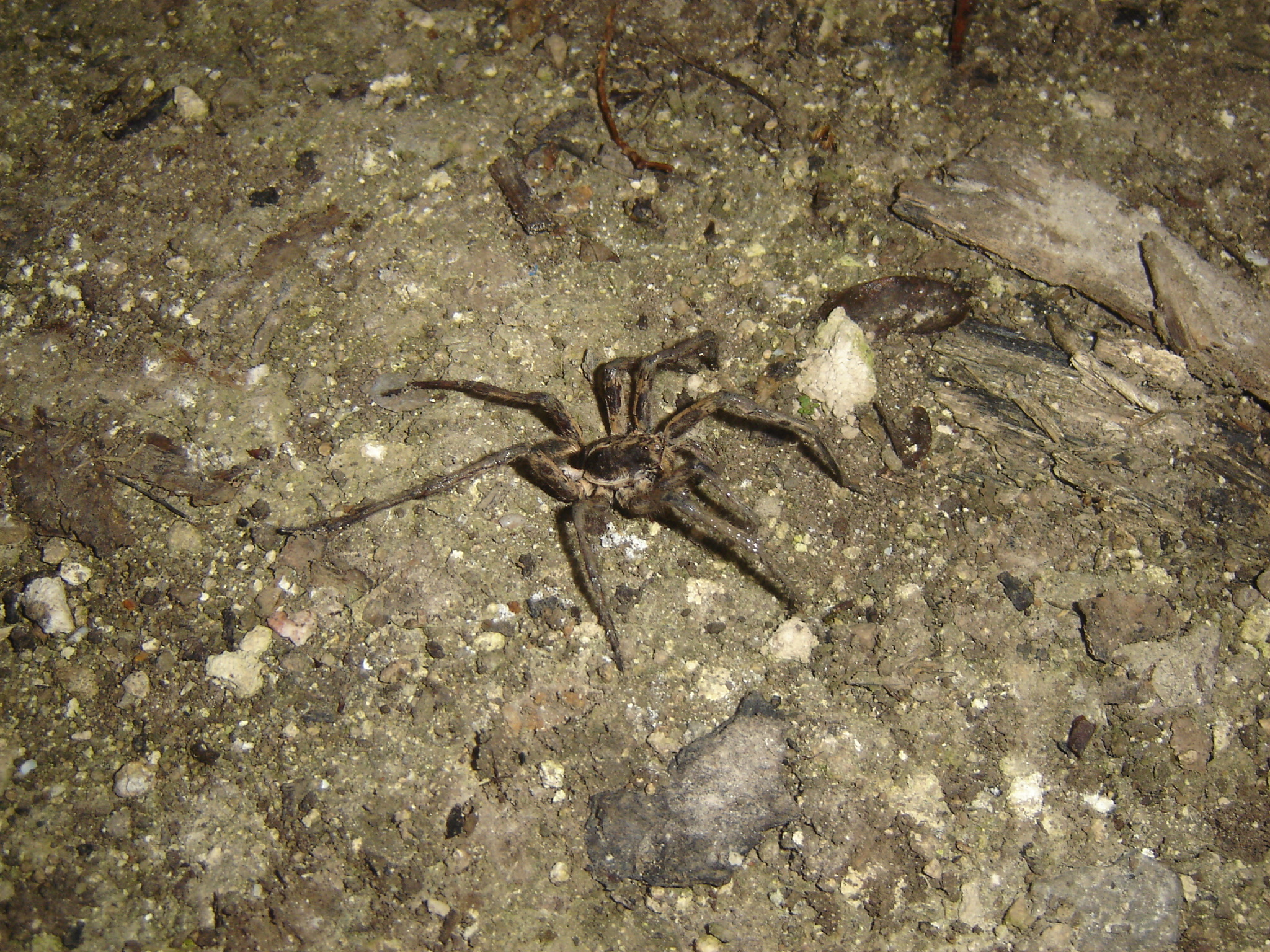
Männliche Wolfspinne auf dem Boden in Guatemala.

Die Familie der Wolfspinnen ist weltweit verbreitet. Dabei kommen in Mitteleuropa etwa 90 Arten vor. Die bevorzugten Habitate (Lebensräume) können innerhalb der Familie sehr unterschiedlich ausfallen. Einige Arten, etwa die der Piratenspinnen (Pirata) sind hygrophil (feuchtigkeitsliebend) und bewohnen demzufolge feuchtere Lebensräume wie Moore oder Sümpfe. Andere Arten, darunter die der Gattungen der Erdwölfe (Trochosa) und Schizocosa bevorzugen Graswiesen oder Laubwälder. Wieder andere Wolfspinnen leben teilweise oder gänzlich unterirdisch. Beispiele dafür sind die Arten der Gattungen Hogna und Geolycosa, wobei die Vertreter erstgenannter Gattung eine teilweise unterirdisch erfolgende Lebensweise bevorzugen und die der letzteren vollständig unter der Erde leben.
Die Arten weniger Gattungen der Wolfspinnen bewohnen vielfältige Habitate, die von arktischen oder alpinen Tundren (oder beide) über Prärien, Salzwiesen und Sandstränden bis hin zu dichten Wäldern reichen können, wie es bei den Wühl- (Arctosa) und den Laufwölfen (Pardosa) der Fall ist.

## Lebensweise

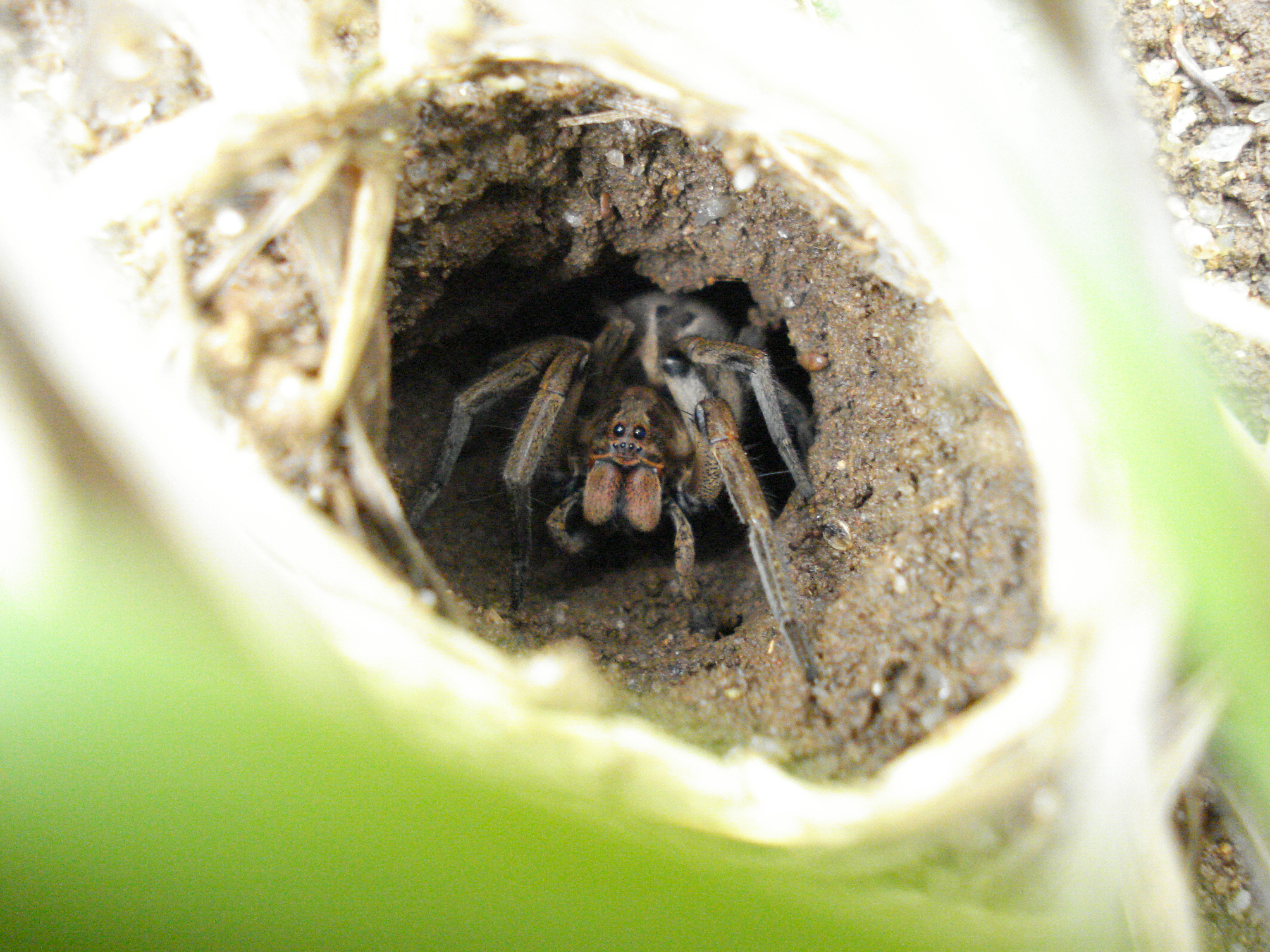
Weibliche Wolfspinne in ihrer Wohnröhre

Viele Wolfspinnen sind nomadische Bodenbewohner, die sich anscheinend zeitgleich mit Graslandschaften evolutionär entwickelt haben. Die tagaktiven Wühl- (Arctosa) und Laufwölfe (Pardosa) bewegen sich huschartig und immer wieder unterbrochen über den Bodengrund, Streu, Felsen oder kurzem Gras. Bei Schneefall im Winter können die Spinnen ihre Aktivitäten unter der Schneeschicht fortsetzen. Einige Vertreter der Wolfspinnen legen Unterschlüpfe in Form von selbstgegrabenen Wohnröhren an, die mit lakenartigen Gespinsten ausgekleidet werden. Die Wohnröhre ist bei einigen Arten zusätzlich mit einem Deckel verschlossen. Das Anlegen eines Unterschlupfes wird insbesondere von größeren Wolfspinnen, etwa den Scheintaranteln (Alopecosa), den Wühlwölfen oder auch den Arten der Gattung Lycosa angewandt, während kleinere Vertreter der Wolfspinnen, beispielsweise die Laufwölfe eine nomadische Lebensweise bevorzugen.
Neben den tagaktiven Wolfspinnen, zu denen mitunter auch die Scheintaranteln gehören, zählen zu dieser Familie auch nachtaktive Vertreter wie die Nachtwölfe (Trochosa) oder auch einige der als „Taranteln“ bekannte Wolfspinnen.

### Jagdverhalten und Beutefang

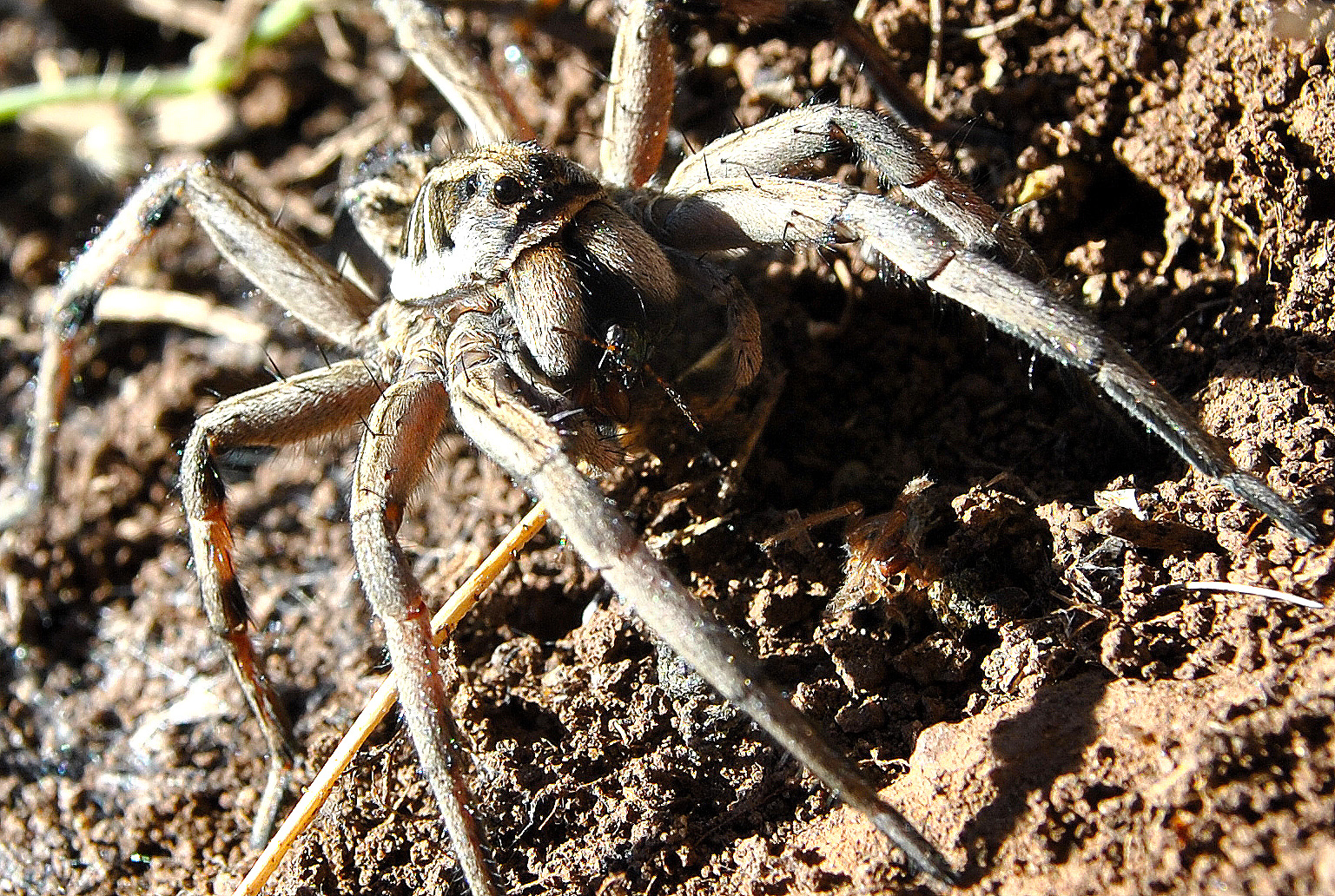
Weibliche Wolfspinne beim Verzehr von Beute

Die meisten Wolfspinnen sind freilaufende Jäger, die demzufolge ohne Spinnennetz jagen. Die Jagdweise geschieht unter Aufwand von Energie und Kraft und die Tiere verfolgen Beuteobjekte aktiv. Ist eine Wolfspinne nah genug an ein Beutetier gelangt, springt sie dieses direkt an und versetzt ihm mithilfe der Cheliceren einen Giftbiss, der es außer Gefecht setzt. Anschließend wird das Beutetier von der Spinne durch Zugabe von Verdauungsenzymen und ein Durchkauen der Cheliceren aufgenommen. Während der Jagd nutzen diese Wolfspinnen den Vorteil ihrer gut entwickelten Augen und ihrer kräftigen Beine.

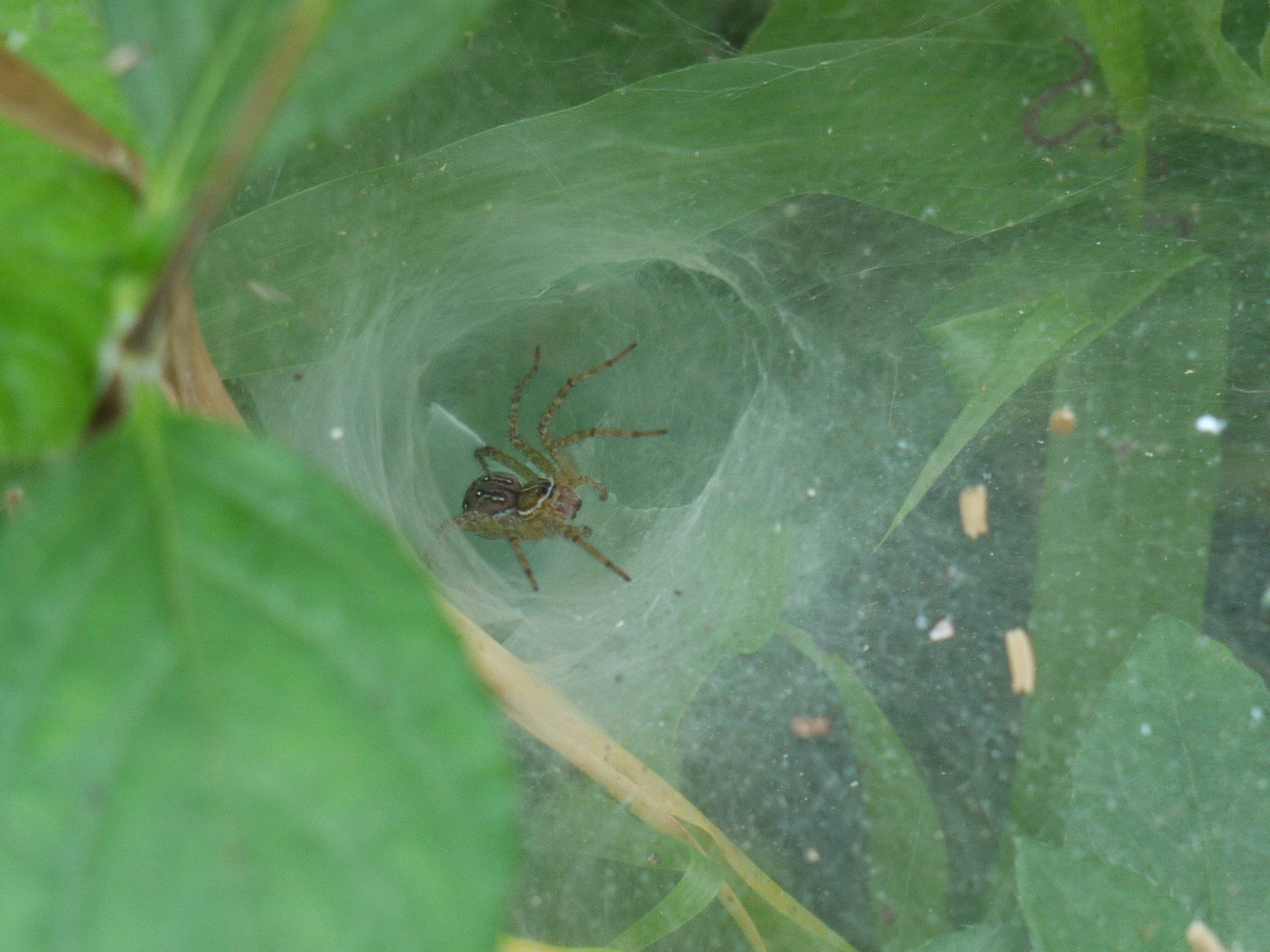
Netzjagende Wolfspinne, gefunden in Indien.

Ein geringer Anteil der zu den Wolfspinnen zählenden Arten greift auf die Jagdweise von Spinnennetzen zurück. Diese Arten sind vorwiegend in den Tropen und Subtropen verbreitet. In Mitteleuropa ist der Netzwolf (Aulonia albimana) der einzige Vertreter der Wolfspinnen mit netzbauender Lebensweise. Diese Art und auch die der in Afrika und Asien verbreiteten Gattung Hippasa legen Trichternetze an, die viele Ähnlichkeiten zu denen der Trichterspinnen (Agelenidae) aufweisen.

### Lebenszyklus
Der Lebenszyklus der Wolfspinnen ist wie bei anderen Spinnen in mehrere Phasen unterteilt. Die Phänologie (Aktivitätszeit) ist je nach Art variabel.

#### Balz und Paarung

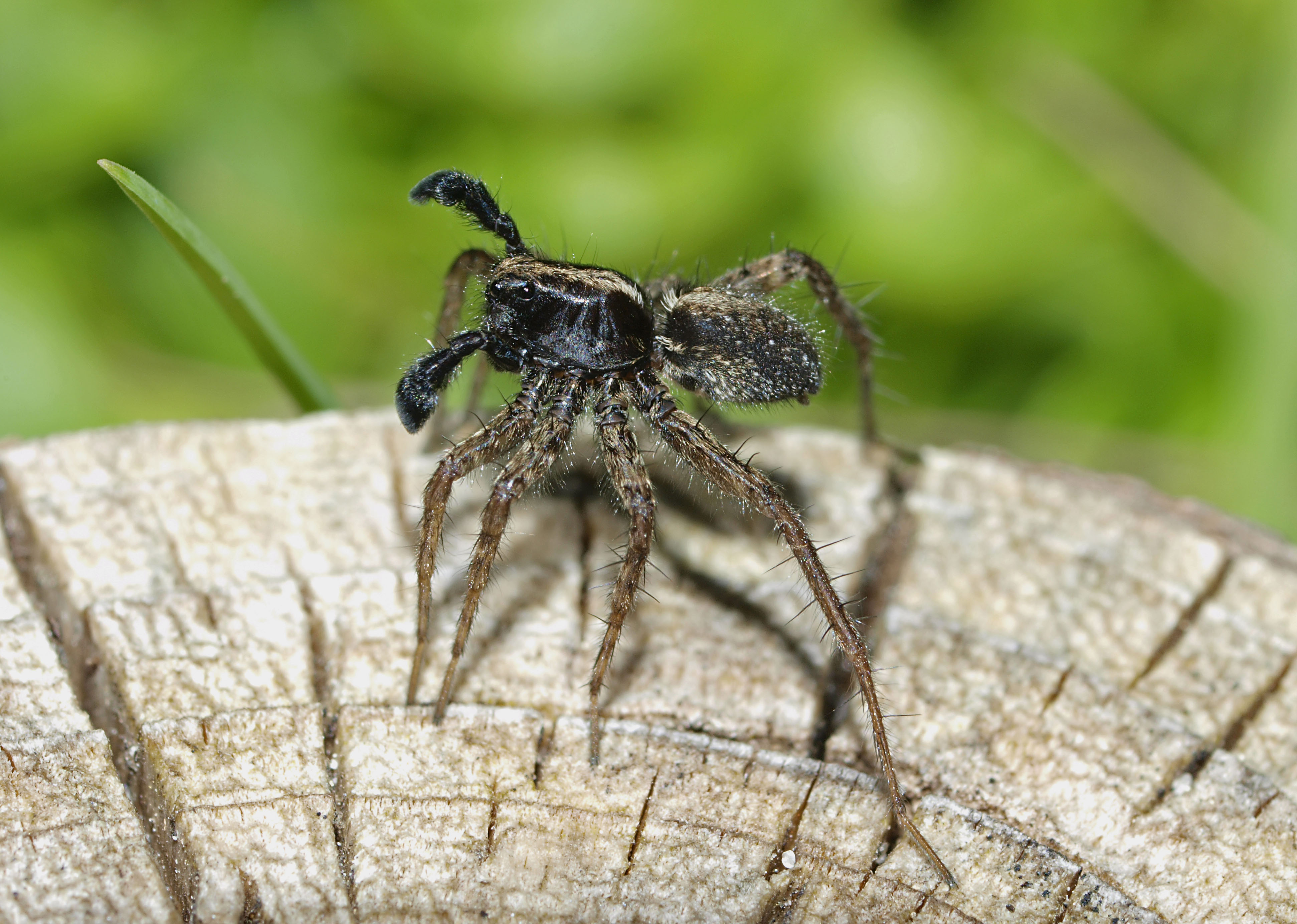
Balzendes Männchen der Dunklen Wolfspinne (Pardosa amentata)

Der Paarung geht bei Wolfspinnen ein markantes Balzverhalten voraus. Das Wolfspinnenmännchen nähert sich dem paarungsbereiten Weibchen mit angehobenem vorderen Beinpaar. Die Paarungsbereitschaft riecht das Männchen wahrscheinlich schon aus einer Entfernung von einem Meter. Das Balzverhalten wird auch ausgelöst, wenn Fäden eines paarungsbereiten Weibchens gefunden werden. Das Männchen von Lycosa rabida vibriert mit dem Opisthosoma auf dem Substrat, anschließend vollführt es kreisende Bewegungen nach einem festen Muster mit den Pedipalpen, in denen sich die Samentaschen (Bulbus) befinden. Diese Bewegung geht in ein hörbares „Palpentrommeln“ über, das mit einem Stridulationsorgan erzeugt wird.
In einer Pause antwortet das paarungswillige Weibchen mit Klopfzeichen der vorderen Extremitäten und läuft einige Schritte auf das Männchen zu, was daraufhin die Balzbewegung erneut startet. Dies geht so lange, bis sich beide fast berühren; der erste Kontakt bleibt dem Weibchen vorbehalten. Handelt es sich bei dem Gegenüber irrtümlicherweise ebenfalls um ein Männchen, wird die Balz sofort mit einem drohenden Stelzgang beantwortet. Bei nachtaktiven Arten spielen akustische Signale eine größere Rolle, bei tagaktiven die optischen.

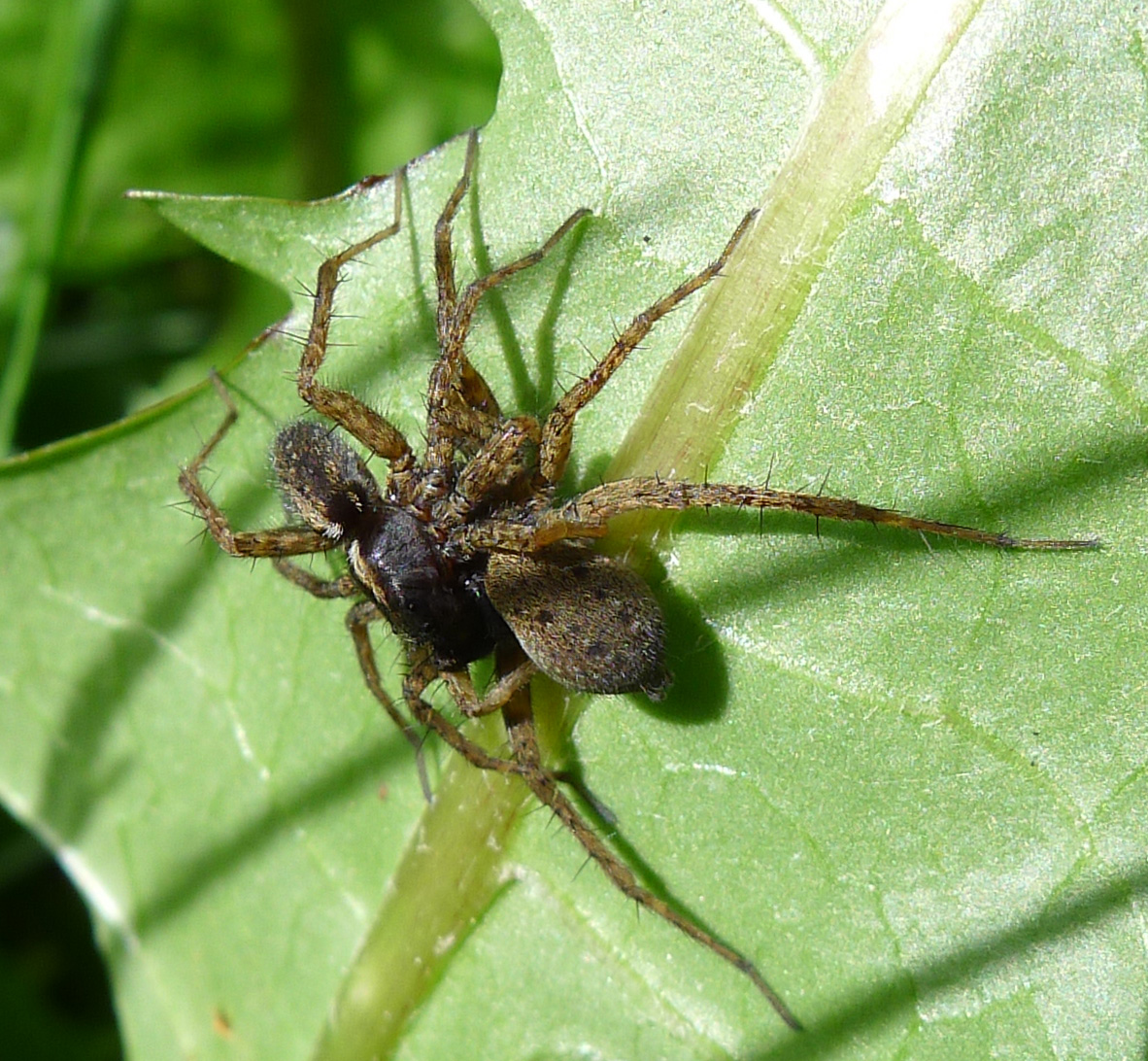
Wolfspinnen (vermutlich Laufwölfe (Pardosa sp.)) bei der Paarung

Das Männchen kriecht von vorne auf das Weibchen und beugt sich zunächst auf einer Seite des Hinterleibs herab, um den ersten Bulbus einzuführen. Das Weibchen richtet sein Opisthosoma danach aus. Dann wird der zweite Bulbus von der anderen Seite eingeführt.

#### Brutpflege und Schlupf
Ein begattetes Weibchen der Wolfspinnen legt einige Zeit nach der Paarung einen Eikokon an und betreibt eine aufopferungsvolle Brutpflege. Der Kokon wird von den Spinnen an die Spinnwarzen geheftet oder auf dem Opisthosoma wie bei den Piratenspinnen (Pirata) permanent mit sich getragen, um ihn vor Feinden verteidigen zu können. Der Eikokon wird energisch verteidigt. Nimmt man dem Weibchen den Kokon weg, werden auch dem Kokon ähnliche Gegenstände, zum Beispiel Papierkugeln oder kleine Schneckenhäuser umhergetragen.
Das Weibchen leistet den Jungspinnen Schlupfhilfe, indem sie den Kokon aufbeißt. Die Jungtiere klettern sofort auf ihren Rücken. Während sich bis zu hundert Jungtiere an den Haaren der Mutter festhalten, oft in mehreren Lagen übereinander sitzen und sich von ihrem Eidotter ernähren, streift die Mutter umher, vermutlich um möglichst optimale mikroklimatische Bedingungen und gute Verstecke zu finden. Um sich nicht allzu großer Gefahr auszusetzen, verzichtet sie während dieser etwa acht Tage dauernden Phase auf die Jagd.
Einem Wolfspinnenweibchen kann man sogar einen artfremden Kokon „unterschieben“, um welchen sie sich ebenso kümmern wird. Die schlüpfenden Jungtiere klettern dann auf die Stiefmutter und lassen sich herumtragen.

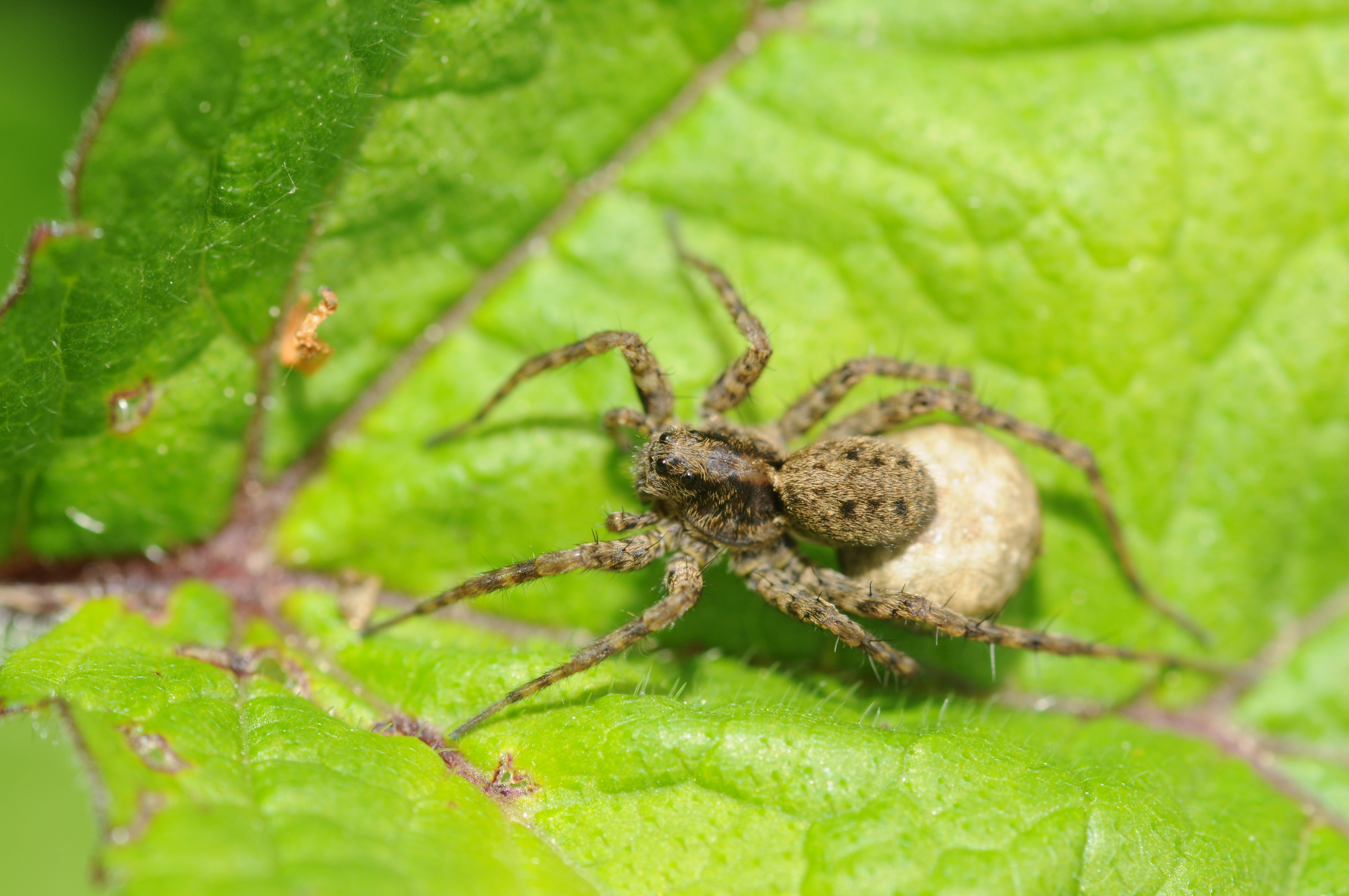
Weibliche Wolfspinne mit Eikokon
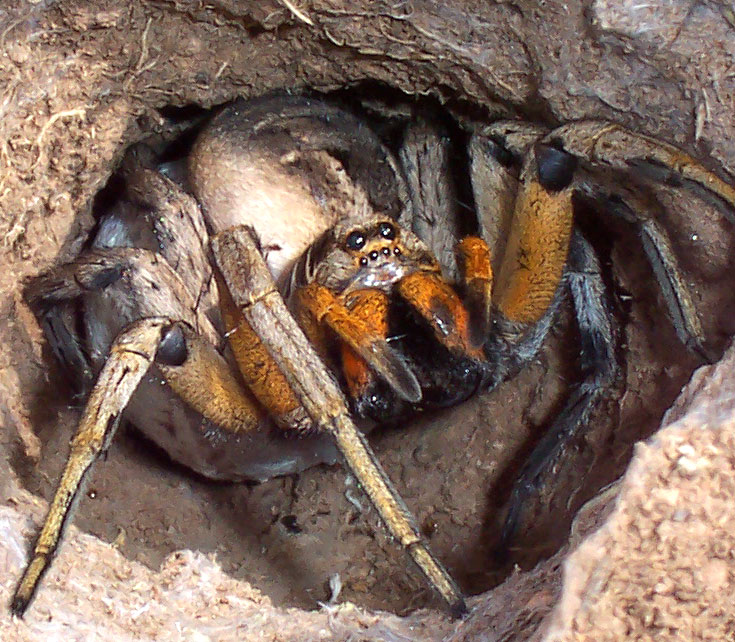
Eine weibliche Wolfspinne bewacht ihren Kokon in ihrer Wohnröhre
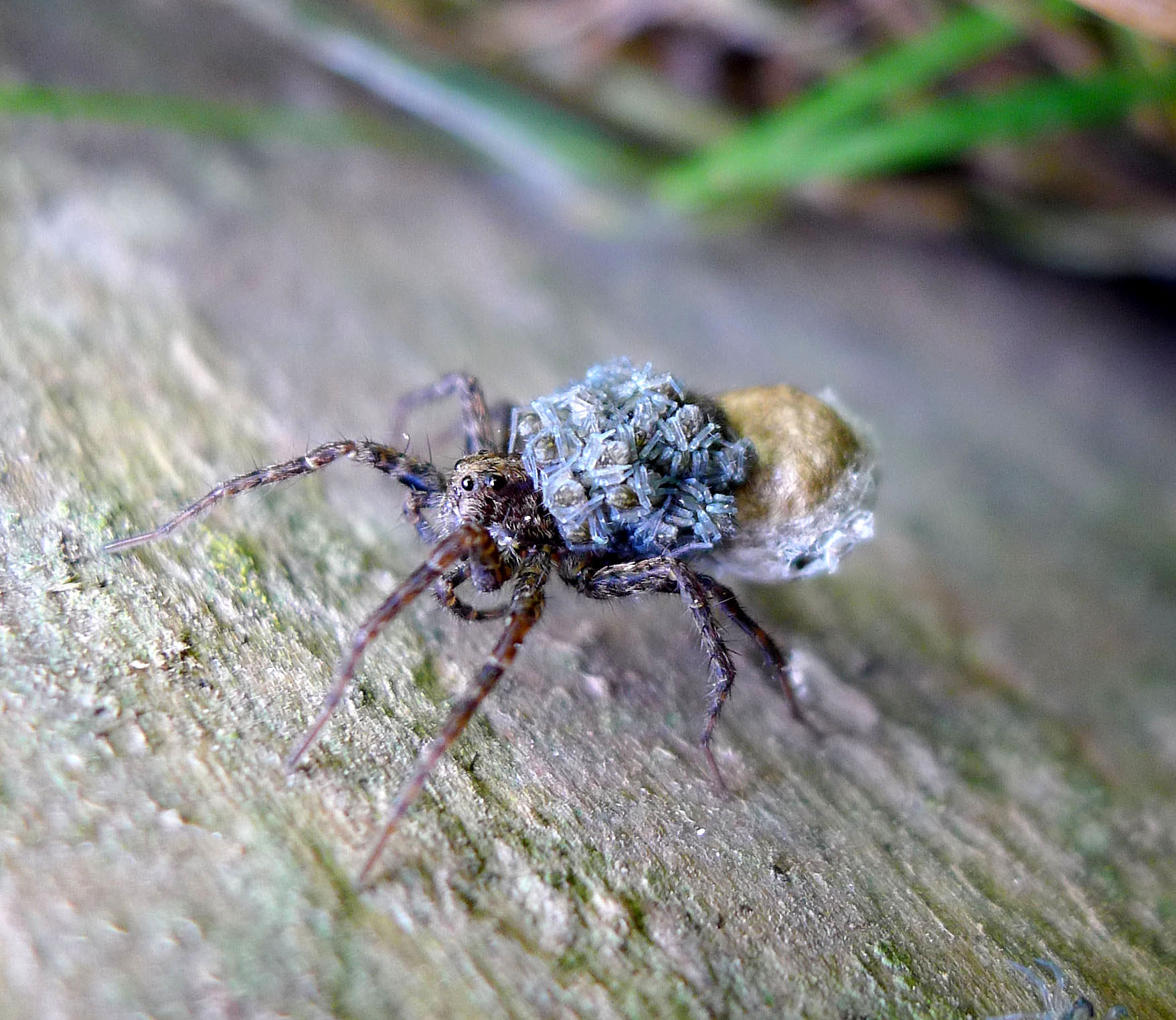
Weibliche Wolfspinne während des Schlupfes der Jungtiere. Die Reste des Kokons sind noch angeheftet.
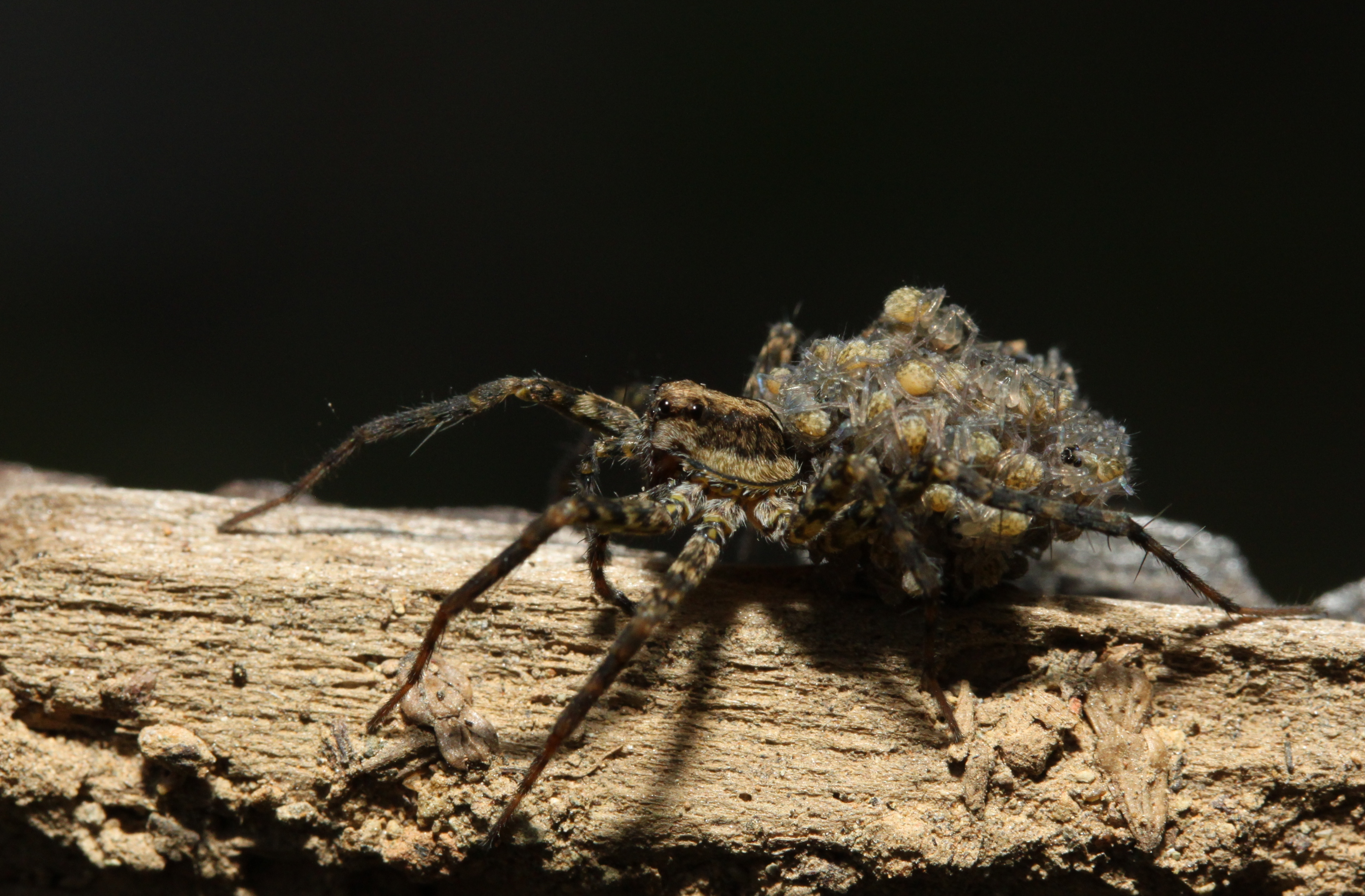
Weibliche Wolfspinne mit Jungtieren

#### Heranwachsen der Jungtiere

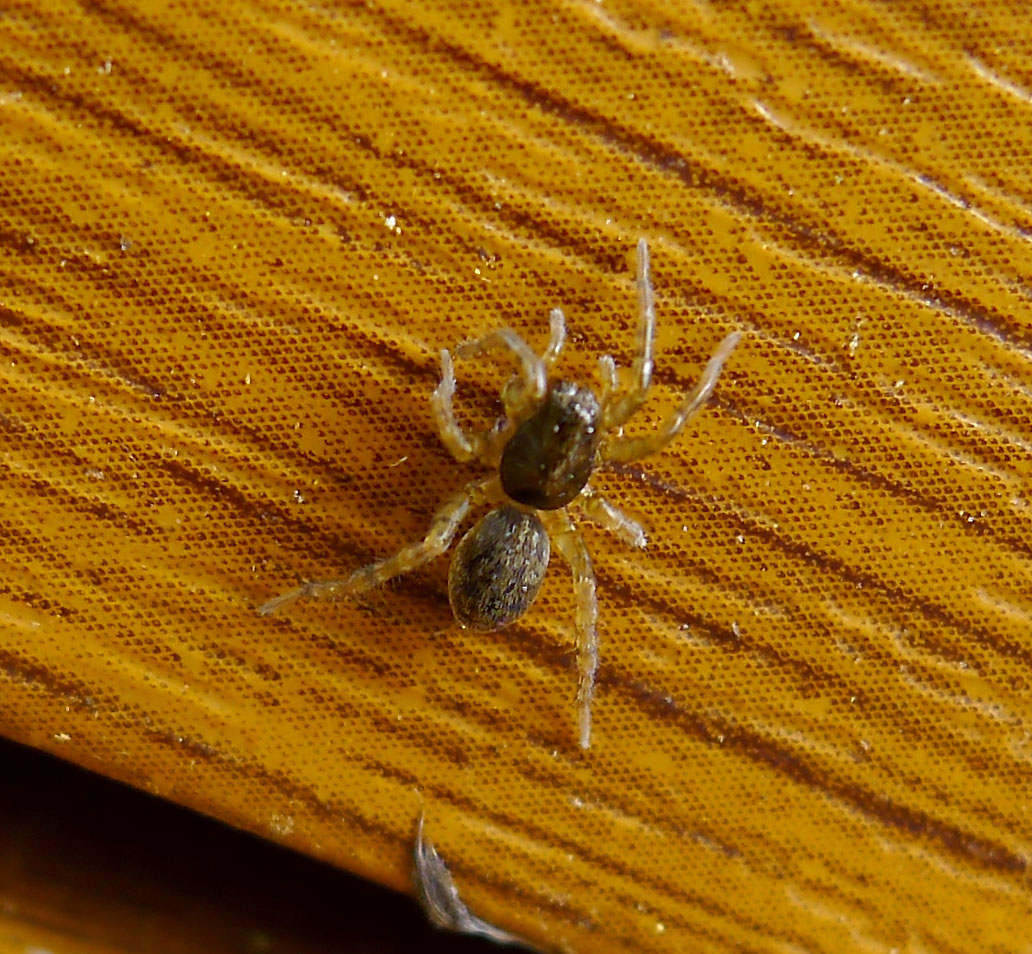
Junge Wolfspinne

Nachdem die Jungtiere über mehrere Tage von ihrer Mutter ununterbrochen transportiert wurden, trennen sie sich von ihrer Mutter und wachsen selbstständig heran. Dies geschieht wie bei Spinnen üblich über mehrere Fresshäute (Häutungsstadien).

## Systematik
Die Systematik der Wolfspinnen wurde mehrfach verändert. Die Typusgattung der Familie ist Lycosa. Von dieser stammt auch die wissenschaftliche Bezeichnung „Lycosidae“ der Familie, wobei das Wort „Lycosa“ selbst vom altgriechischen Nomen lykos, das übersetzt „Wolf“ bedeutet, stammt.

### Beschreibungsgeschichte und innere Systematik
Die Erstbeschreibung der Familie der Wolfspinnen erfolgte 1833 unter Carl Jakob Sundevall. Laut Paolo Marcello Brignoli (1983) erwog Yves Guy sowohl 1966 und 1969 viele Synonymisierungen und stufte viele Gattungen zu Untergattungen herab. Dabei stützte sich Guy jedoch mehr auf Analysen im Bereich der Nomenklatur als auf materielle Inhalte oder gar den Erstbeschreibungen der jeweiligen Gattungen. Norman I. Platnick wies die Schlussfolgerungen Guys 2014 ab. Seit 2019 beinhaltet die Familie der Wolfspinnen die 10 Unterfamilien der Allocosinae, der Artoriinae, der Evippinae, der Hippasinae, der Lycosinae, der Pardosinae, der Sosippinae, der Tricassinae, der Venoniinae und die der Zoicinae.
Die Biologen Luis N. Piacentini und Martín J. Ramírez führten 2019 phylogenetische Untersuchungen durch. Das daraus resultierende Kladogramm verdeutlicht die systematische Stellung der Unterfamilien innerhalb der Familie der Wolfspinnen zueinander:
|  | Venoniinae |
|  |            |
|  | Zoicinae   |
|  |            |

|  | Hippasinae  |
|  |             |
|  | Tricassinae |
|  |             |

|  | Allocosinae                                              |
|  |                                                          |
|  | \| \| Lycosinae \| \| \| \| \| \| Pardosinae \| \| \| \| |
|  |                                                          |
|  | Lycosinae                                                |
|  |                                                          |
|  | Pardosinae                                               |
|  |                                                          |

|  | Lycosinae  |
|  |            |
|  | Pardosinae |
|  |            |

|  | Hippasinae  |
|  |             |
|  | Tricassinae |
|  |             |

|  | Allocosinae                                              |
|  |                                                          |
|  | \| \| Lycosinae \| \| \| \| \| \| Pardosinae \| \| \| \| |
|  |                                                          |
|  | Lycosinae                                                |
|  |                                                          |
|  | Pardosinae                                               |
|  |                                                          |

|  | Lycosinae  |
|  |            |
|  | Pardosinae |
|  |            |

|  | Hippasinae  |
|  |             |
|  | Tricassinae |
|  |             |

|  | Allocosinae                                              |
|  |                                                          |
|  | \| \| Lycosinae \| \| \| \| \| \| Pardosinae \| \| \| \| |
|  |                                                          |
|  | Lycosinae                                                |
|  |                                                          |
|  | Pardosinae                                               |
|  |                                                          |

|  | Lycosinae  |
|  |            |
|  | Pardosinae |
|  |            |

|  | Hippasinae  |
|  |             |
|  | Tricassinae |
|  |             |

|  | Allocosinae                                              |
|  |                                                          |
|  | \| \| Lycosinae \| \| \| \| \| \| Pardosinae \| \| \| \| |
|  |                                                          |
|  | Lycosinae                                                |
|  |                                                          |
|  | Pardosinae                                               |
|  |                                                          |

|  | Lycosinae  |
|  |            |
|  | Pardosinae |
|  |            |

|  | Hippasinae  |
|  |             |
|  | Tricassinae |
|  |             |

|  | Allocosinae                                              |
|  |                                                          |
|  | \| \| Lycosinae \| \| \| \| \| \| Pardosinae \| \| \| \| |
|  |                                                          |
|  | Lycosinae                                                |
|  |                                                          |
|  | Pardosinae                                               |
|  |                                                          |

|  | Lycosinae  |
|  |            |
|  | Pardosinae |
|  |            |

|  | Hippasinae  |
|  |             |
|  | Tricassinae |
|  |             |

|  | Allocosinae                                              |
|  |                                                          |
|  | \| \| Lycosinae \| \| \| \| \| \| Pardosinae \| \| \| \| |
|  |                                                          |
|  | Lycosinae                                                |
|  |                                                          |
|  | Pardosinae                                               |
|  |                                                          |

|  | Lycosinae  |
|  |            |
|  | Pardosinae |
|  |            |

|  | Hippasinae  |
|  |             |
|  | Tricassinae |
|  |             |

|  | Allocosinae                                              |
|  |                                                          |
|  | \| \| Lycosinae \| \| \| \| \| \| Pardosinae \| \| \| \| |
|  |                                                          |
|  | Lycosinae                                                |
|  |                                                          |
|  | Pardosinae                                               |
|  |                                                          |

|  | Lycosinae  |
|  |            |
|  | Pardosinae |
|  |            |

|  | Hippasinae  |
|  |             |
|  | Tricassinae |
|  |             |

|  | Allocosinae                                              |
|  |                                                          |
|  | \| \| Lycosinae \| \| \| \| \| \| Pardosinae \| \| \| \| |
|  |                                                          |
|  | Lycosinae                                                |
|  |                                                          |
|  | Pardosinae                                               |
|  |                                                          |

|  | Lycosinae  |
|  |            |
|  | Pardosinae |
|  |            |

|  | Hippasinae  |
|  |             |
|  | Tricassinae |
|  |             |

|  | Allocosinae                                              |
|  |                                                          |
|  | \| \| Lycosinae \| \| \| \| \| \| Pardosinae \| \| \| \| |
|  |                                                          |
|  | Lycosinae                                                |
|  |                                                          |
|  | Pardosinae                                               |
|  |                                                          |

|  | Lycosinae  |
|  |            |
|  | Pardosinae |
|  |            |

|  | Hippasinae  |
|  |             |
|  | Tricassinae |
|  |             |

|  | Allocosinae                                              |
|  |                                                          |
|  | \| \| Lycosinae \| \| \| \| \| \| Pardosinae \| \| \| \| |
|  |                                                          |
|  | Lycosinae                                                |
|  |                                                          |
|  | Pardosinae                                               |
|  |                                                          |

|  | Lycosinae  |
|  |            |
|  | Pardosinae |
|  |            |

|  | Hippasinae  |
|  |             |
|  | Tricassinae |
|  |             |

|  | Allocosinae                                              |
|  |                                                          |
|  | \| \| Lycosinae \| \| \| \| \| \| Pardosinae \| \| \| \| |
|  |                                                          |
|  | Lycosinae                                                |
|  |                                                          |
|  | Pardosinae                                               |
|  |                                                          |

|  | Lycosinae  |
|  |            |
|  | Pardosinae |
|  |            |

|  | Hippasinae  |
|  |             |
|  | Tricassinae |
|  |             |

|  | Allocosinae                                              |
|  |                                                          |
|  | \| \| Lycosinae \| \| \| \| \| \| Pardosinae \| \| \| \| |
|  |                                                          |
|  | Lycosinae                                                |
|  |                                                          |
|  | Pardosinae                                               |
|  |                                                          |

|  | Lycosinae  |
|  |            |
|  | Pardosinae |
|  |            |

|  | Hippasinae  |
|  |             |
|  | Tricassinae |
|  |             |

|  | Allocosinae                                              |
|  |                                                          |
|  | \| \| Lycosinae \| \| \| \| \| \| Pardosinae \| \| \| \| |
|  |                                                          |
|  | Lycosinae                                                |
|  |                                                          |
|  | Pardosinae                                               |
|  |                                                          |

|  | Lycosinae  |
|  |            |
|  | Pardosinae |
|  |            |

|  | Hippasinae  |
|  |             |
|  | Tricassinae |
|  |             |

|  | Allocosinae                                              |
|  |                                                          |
|  | \| \| Lycosinae \| \| \| \| \| \| Pardosinae \| \| \| \| |
|  |                                                          |
|  | Lycosinae                                                |
|  |                                                          |
|  | Pardosinae                                               |
|  |                                                          |

|  | Lycosinae  |
|  |            |
|  | Pardosinae |
|  |            |

|  | Hippasinae  |
|  |             |
|  | Tricassinae |
|  |             |

|  | Allocosinae                                              |
|  |                                                          |
|  | \| \| Lycosinae \| \| \| \| \| \| Pardosinae \| \| \| \| |
|  |                                                          |
|  | Lycosinae                                                |
|  |                                                          |
|  | Pardosinae                                               |
|  |                                                          |

|  | Lycosinae  |
|  |            |
|  | Pardosinae |
|  |            |

|  | Hippasinae  |
|  |             |
|  | Tricassinae |
|  |             |

|  | Allocosinae                                              |
|  |                                                          |
|  | \| \| Lycosinae \| \| \| \| \| \| Pardosinae \| \| \| \| |
|  |                                                          |
|  | Lycosinae                                                |
|  |                                                          |
|  | Pardosinae                                               |
|  |                                                          |

|  | Lycosinae  |
|  |            |
|  | Pardosinae |
|  |            |

|  | Venoniinae |
|  |            |
|  | Zoicinae   |
|  |            |

|  | Hippasinae  |
|  |             |
|  | Tricassinae |
|  |             |

|  | Allocosinae                                              |
|  |                                                          |
|  | \| \| Lycosinae \| \| \| \| \| \| Pardosinae \| \| \| \| |
|  |                                                          |
|  | Lycosinae                                                |
|  |                                                          |
|  | Pardosinae                                               |
|  |                                                          |

|  | Lycosinae  |
|  |            |
|  | Pardosinae |
|  |            |

|  | Hippasinae  |
|  |             |
|  | Tricassinae |
|  |             |

|  | Allocosinae                                              |
|  |                                                          |
|  | \| \| Lycosinae \| \| \| \| \| \| Pardosinae \| \| \| \| |
|  |                                                          |
|  | Lycosinae                                                |
|  |                                                          |
|  | Pardosinae                                               |
|  |                                                          |

|  | Lycosinae  |
|  |            |
|  | Pardosinae |
|  |            |

|  | Hippasinae  |
|  |             |
|  | Tricassinae |
|  |             |

|  | Allocosinae                                              |
|  |                                                          |
|  | \| \| Lycosinae \| \| \| \| \| \| Pardosinae \| \| \| \| |
|  |                                                          |
|  | Lycosinae                                                |
|  |                                                          |
|  | Pardosinae                                               |
|  |                                                          |

|  | Lycosinae  |
|  |            |
|  | Pardosinae |
|  |            |

|  | Hippasinae  |
|  |             |
|  | Tricassinae |
|  |             |

|  | Allocosinae                                              |
|  |                                                          |
|  | \| \| Lycosinae \| \| \| \| \| \| Pardosinae \| \| \| \| |
|  |                                                          |
|  | Lycosinae                                                |
|  |                                                          |
|  | Pardosinae                                               |
|  |                                                          |

|  | Lycosinae  |
|  |            |
|  | Pardosinae |
|  |            |

|  | Hippasinae  |
|  |             |
|  | Tricassinae |
|  |             |

|  | Allocosinae                                              |
|  |                                                          |
|  | \| \| Lycosinae \| \| \| \| \| \| Pardosinae \| \| \| \| |
|  |                                                          |
|  | Lycosinae                                                |
|  |                                                          |
|  | Pardosinae                                               |
|  |                                                          |

|  | Lycosinae  |
|  |            |
|  | Pardosinae |
|  |            |

|  | Hippasinae  |
|  |             |
|  | Tricassinae |
|  |             |

|  | Allocosinae                                              |
|  |                                                          |
|  | \| \| Lycosinae \| \| \| \| \| \| Pardosinae \| \| \| \| |
|  |                                                          |
|  | Lycosinae                                                |
|  |                                                          |
|  | Pardosinae                                               |
|  |                                                          |

|  | Lycosinae  |
|  |            |
|  | Pardosinae |
|  |            |

|  | Hippasinae  |
|  |             |
|  | Tricassinae |
|  |             |

|  | Allocosinae                                              |
|  |                                                          |
|  | \| \| Lycosinae \| \| \| \| \| \| Pardosinae \| \| \| \| |
|  |                                                          |
|  | Lycosinae                                                |
|  |                                                          |
|  | Pardosinae                                               |
|  |                                                          |

|  | Lycosinae  |
|  |            |
|  | Pardosinae |
|  |            |

|  | Hippasinae  |
|  |             |
|  | Tricassinae |
|  |             |

|  | Allocosinae                                              |
|  |                                                          |
|  | \| \| Lycosinae \| \| \| \| \| \| Pardosinae \| \| \| \| |
|  |                                                          |
|  | Lycosinae                                                |
|  |                                                          |
|  | Pardosinae                                               |
|  |                                                          |

|  | Lycosinae  |
|  |            |
|  | Pardosinae |
|  |            |

|  | Hippasinae  |
|  |             |
|  | Tricassinae |
|  |             |

|  | Allocosinae                                              |
|  |                                                          |
|  | \| \| Lycosinae \| \| \| \| \| \| Pardosinae \| \| \| \| |
|  |                                                          |
|  | Lycosinae                                                |
|  |                                                          |
|  | Pardosinae                                               |
|  |                                                          |

|  | Lycosinae  |
|  |            |
|  | Pardosinae |
|  |            |

|  | Hippasinae  |
|  |             |
|  | Tricassinae |
|  |             |

|  | Allocosinae                                              |
|  |                                                          |
|  | \| \| Lycosinae \| \| \| \| \| \| Pardosinae \| \| \| \| |
|  |                                                          |
|  | Lycosinae                                                |
|  |                                                          |
|  | Pardosinae                                               |
|  |                                                          |

|  | Lycosinae  |
|  |            |
|  | Pardosinae |
|  |            |

|  | Hippasinae  |
|  |             |
|  | Tricassinae |
|  |             |

|  | Allocosinae                                              |
|  |                                                          |
|  | \| \| Lycosinae \| \| \| \| \| \| Pardosinae \| \| \| \| |
|  |                                                          |
|  | Lycosinae                                                |
|  |                                                          |
|  | Pardosinae                                               |
|  |                                                          |

|  | Lycosinae  |
|  |            |
|  | Pardosinae |
|  |            |

|  | Hippasinae  |
|  |             |
|  | Tricassinae |
|  |             |

|  | Allocosinae                                              |
|  |                                                          |
|  | \| \| Lycosinae \| \| \| \| \| \| Pardosinae \| \| \| \| |
|  |                                                          |
|  | Lycosinae                                                |
|  |                                                          |
|  | Pardosinae                                               |
|  |                                                          |

|  | Lycosinae  |
|  |            |
|  | Pardosinae |
|  |            |

|  | Hippasinae  |
|  |             |
|  | Tricassinae |
|  |             |

|  | Allocosinae                                              |
|  |                                                          |
|  | \| \| Lycosinae \| \| \| \| \| \| Pardosinae \| \| \| \| |
|  |                                                          |
|  | Lycosinae                                                |
|  |                                                          |
|  | Pardosinae                                               |
|  |                                                          |

|  | Lycosinae  |
|  |            |
|  | Pardosinae |
|  |            |

|  | Hippasinae  |
|  |             |
|  | Tricassinae |
|  |             |

|  | Allocosinae                                              |
|  |                                                          |
|  | \| \| Lycosinae \| \| \| \| \| \| Pardosinae \| \| \| \| |
|  |                                                          |
|  | Lycosinae                                                |
|  |                                                          |
|  | Pardosinae                                               |
|  |                                                          |

|  | Lycosinae  |
|  |            |
|  | Pardosinae |
|  |            |

|  | Hippasinae  |
|  |             |
|  | Tricassinae |
|  |             |

|  | Allocosinae                                              |
|  |                                                          |
|  | \| \| Lycosinae \| \| \| \| \| \| Pardosinae \| \| \| \| |
|  |                                                          |
|  | Lycosinae                                                |
|  |                                                          |
|  | Pardosinae                                               |
|  |                                                          |

|  | Lycosinae  |
|  |            |
|  | Pardosinae |
|  |            |

|  | Hippasinae  |
|  |             |
|  | Tricassinae |
|  |             |

|  | Allocosinae                                              |
|  |                                                          |
|  | \| \| Lycosinae \| \| \| \| \| \| Pardosinae \| \| \| \| |
|  |                                                          |
|  | Lycosinae                                                |
|  |                                                          |
|  | Pardosinae                                               |
|  |                                                          |

|  | Lycosinae  |
|  |            |
|  | Pardosinae |
|  |            |

### Gattungen
Der World Spider Catalog listet für die Wolfspinnen aktuell 126 Gattungen und 2436 Arten und Unterarten.
- Stachelwölfe (Acantholycosa Dahl, 1908)
  - Totholz-Stachelwolf (Acantholycosa lignaria (Clerck, 1757))
- Adelocosa Gertsch, 1973
- Agalenocosa Mello-Leitão, 1944
- Aglaoctenus Tullgren, 1905
- Algidus Simon, 1898
- Allocosa Banks, 1900
- Allotrochosina Simon, 1885
- Scheintaranteln (Alopecosa Roewer, 1960)
  - Bärtige Scheintarantel (A. accentuata (Latreille, 1817))
  - Stachelige Pantherspinne (A. aculeata (Clerck, 1758))
  - Dickfußpantherspinne (A. cuneata (Clerck, 1758))
  - Dünen-Scheintarantel (A. fabrilis (Clerck, 1758))
  - Berg-Scheintarantel (A. inquiliana (Clerck, 1758))
  - Dunkle Pantherspinne (A. pulverulenta (Clerck, 1758))
  - Gestreifte Scheintarantel (A. striatipes (C. L. Koch, 1837))
  - Mittelgebirgs-Scheintarantel (A. taeniata (C. L. Koch, 1835))
  - Balken-Tarantel (A. trabalis (Clerck, 1758))
- Amblyothele Simon, 1910
- Anomalomma Simon, 1890
- Anomalosa Roewer, 1960
- Anoteropsis L. Koch, 1878
- Wühlwölfe (Arctosa C. L. Koch, 1847)
  - Alpenwühlwolf (A. alpigena (Doleschall, 1852))
  - Flussuferwolfspinne (A. cinerea (Fabricius, 1777))
  - Leoparden-Wühlwolf (A. leopardus (Sundevall, 1833))
  - Gefleckter Wühlwolf (A. maculata (Hahn, 1822))
  - Bunter Sandwühlwolf (A. perita (Latreille, 1799))
- Arctosippa Roewer, 1960
- Arctosomma Roewer, 1960
- Artoria Thorell, 1877
- Artoriellula Roewer, 1960
- Artoriopsis Framenau, 2007
- Netzwölfe (Aulonia C. L. Koch, 1847)
  - Netzwolf (A. albimana (Walckenaer, 1805))
- Auloniella Roewer, 1960
- Birabenia Mello-Leitão, 1941
- Bogdocosa Ponomarev & Belosludtsev, 2008
- Brevilabus Strand, 1908
- Bristowiella Saaristo, 1980
- Camptocosa Dondale, Jiménez & Nieto, 2005
- Caspicosa Ponomarev, 2007
- Costacosa Framenau & Leung, 2013
- Crocodilosa Caporiacco, 1947
- Cynosa Caporiacco, 1933
- Dejerosa Roewer, 1960
- Deliriosa Kovblyuk, 2009
- Diahogna Roewer, 1960
- Diapontia Keyserling, 1876
- Dingosa Roewer, 1955
- Dolocosa Roewer, 1960
- Donacosa Alderweireldt & Jocqué, 1991
- Dorjulopirata Buchar, 1997
- Draposa Kronestedt, 2010
- Dzhungarocosa Fomichev & Marusik, 2017
- Edenticosa Roewer, 1960
- Evippa Simon, 1882
- Evippomma Roewer, 1959
- Foveosa Russell-Smith, Alderweireldt & Jocqué, 2007
- Geolycosa Montgomery, 1904
- Gladicosa Brady, 1987
- Gnatholycosa Mello-Leitão, 1940
- Gulocosa Marusik, Omelko & Koponen, 2015
- Halocosa Azarkina & Trilikauskas, 2019
- Hesperocosa Gertsch & Wallace, 1937
- Hippasa Simon, 1885
- Hippasella Mello-Leitão, 1944
- Hoggicosa Roewer, 1960
- Hogna Simon, 1885
  - Carolina-Wolfspinne (H. carolinensis (Walckenaer, 1802))
  - Deserta-Tarantel (H. ingens (Blackwall, 1857))
  - Porto-Santo-Tarantel (H. maderiana, Syn. H. schmitzi (Walckenaer, 1837))
  - Schwarzbäuchige Tarantel (H. radiata (Latreille, 1817))
- Hognoides Roewer, 1960
- Hyaenosa Caporiacco, 1940
- Sumpfwölfe (Hygrolycosa Dahl, 1908)
  - Trommelwolf (H. rubrofasciata (Ohlert, 1865))
- Kangarosa Framenau, 2010
- Karakumosa Logunov & Ponomarev, 2020
- Katableps Jocqué, Russell-Smith & Alderweireldt, 2011
- Knoelle Framenau, 2006
- Lobizon Piacentini & Grismado, 2009
- Loculla Simon, 1910
- Lycosa Latreille, 1804
  - L. aragogi Nadolny & Zamani, 2017
  - Apulische Tarantel (L. tarantula (Linnaeus, 1758))
  - Südrussische Tarantel (L. singoriensis (Laxmann, 1770))
- Lycosella Thorell, 1890
- Lysania Thorell, 1890
- Mainosa Framenau, 2006
- Malimbosa Roewer, 1960
- Margonia Hippa & Lehtinen, 1983
- Megarctosa Caporiacco, 1948
- Melecosa Marusik, Omelko & Koponen, 2015
- Melocosa Gertsch, 1937
- Minicosa Alderweireldt & Jocqué, 2007
- Molitorosa Roewer, 1960
- Mongolicosa Marusik, Azarkina & Koponen, 2004
- Mustelicosa Roewer, 1960
- Navira Piacentini & Grismado, 2009
- Notocosa Vink, 2002
- Nukuhiva Berland, 1935
- Oculicosa Zyuzin, 1993
- Ocyale Audouin, 1826
- Orinocosa Chamberlin, 1916
- Orthocosa Roewer, 1960
- Paratrochosina Roewer, 1960
- Laufwölfe (Pardosa C. L. Koch, 1847)
  - Dunkle Wolfspinne (P. amentata (Clerck, 1757))
  - Gartenwolfspinne (P. hortensis (Thorell, 1872))
  - Trauerwolfspinne (P. lugubris) (Walckenaer, 1802)
  - Magerrasen-Laufwolf (P. monticola (Clerck, 1757))
  - Kieslaufwolf (P. wagleri (Hahn, 1822))
- Pardosella Caporiacco, 1939
- Passiena Thorell, 1890
- Pavocosa Roewer, 1960
- Phonophilus Ehrenberg, 1831
- Piratenspinnen (Pirata Sundevall, 1833)
  - Piratenspinne (P. piraticus (Clerck, 1757))
- Wasserjäger (Piratula Roewer, 1960)
- Proevippa Purcell, 1903
- Prolycosides Mello-Leitão, 1942
- Pseudevippa Simon, 1910
- Pterartoria Purcell, 1903
- Pterartoriola Roewer, 1959
- Pyrenecosa Marusik, Azarkina & Koponen, 2004
- Rabidosa Roewer, 1960
- Satta Lehtinen & Hippa, 1979
- Serratacosa Wang, Peng & Zhang, 2021
- Schizocosa Chamberlin, 1904
- Shapna Hippa & Lehtinen, 1983
- Sibirocosa Marusik, Azarkina & Koponen, 2004
- Sinartoria Wang, Framenau & Zhang, 2021
- Sosippus Simon, 1888
- Syroloma Simon, 1900
- Tapetosa Framenau et al., 2009
- Tasmanicosa Roewer, 1959
- Tetralycosa Roewer, 1960
- Tigrosa Brady, 2012
- Trabea Simon, 1876
- Trabeops Roewer, 1959
- Trebacosa Dondale & Redner, 1981
- Tricassa Simon, 1910
- Nachtwölfe (Trochosa C. L. Koch, 1847)
  - Erdwolfspinne (T. terricola Thorell, 1856)
- Tuberculosa Framenau & Yoo, 2006
- Varacosa Chamberlin & Ivie, 1942
- Venator Hogg, 1900
- Venatrix Roewer, 1960
- Venonia Thorell, 1894
- Vesubia Simon, 1910
- Wadicosa Zyuzin, 1985
- Sonnenwölfe (Xerolycosa Dahl, 1908)
  - Kleiner Sonnenwolf (X. miniata (C. L. Koch, 1834))
  - Großer Sonnenwolf (X. nemoralis (Westring, 1861))
- Zantheres Thorell, 1887
- Zenonina Simon, 1898
- Zoica Simon, 1898
- Zyuzicosa Logunov, 2010

#### Transferierte Gattungen
4 Gattungen galten einst als zu den Wolfspinnen zugehörig, wurden jedoch mittlerweile transferiert. Die Gattungen sind:
- Bradystichus Simon, 1884 – Zählt nun zu den Jagdspinnen (Pisauridae).
- Cycloctenus L. Koch, 1878 – Zählt nun zur Familie der Cycloctenidae.
- Galliena Simon, 1898 – Zählt nun zur Familie der Cycloctenidae.
- Tunabo Chamberlin, 1916 – Zählt nun zu den Fischerspinnen (Trechaleidae).

#### Synonymisierte Gattungen
54 Gattungen, die zuletzt zu den Wolfspinnen zählten, wurden mit anderen innerhalb der Familie synonymisiert und verloren somit ihren Gattungsstatus. Diese einstigen Gattungen sind:
- Acroniops Simon, 1898 – Synonymisiert mit den Laufwölfen (Pardosa) unter Tikader & Malhotra, 1980.
- Allohogna Roewer, 1955 – Synonymisiert mit der Gattung Lycosa unter Fuhn & Niculescu-Burlacu, 1971.
- Alopecosella Roewer, 1960 – Synonymisiert mit den Wühlwölfen (Arctosa) unter Bosmans & Van Keer, 2012.
- Araucaniocosa Mello-Leitão, 1951 – Synonymisiert mit der Gattung Allocosa unter Capocasale, 1990.
- Arctosella Roewer, 1960 – Synonymisiert mit den Wühlwölfen zuerst 1965 Lugetti & Tongiorgi und 1966 unter Guy.
- Arkalosula Roewer, 1960 – Synonymisiert mit den Wühlwölfen unter Dondale & Redner, 1983.
- Artoriella Roewer, 1960 – Synonymisiert mit den Wühlwölfen unter Framenau, 2002.
- Avicosa Chamberlin & Ivie, 1942 – Synonymisiert mit der Gattung Schizocosa unter Dondale & Redner, 1978.
- Bonacosa Roewer, 1960 – Synonymisiert mit den Wühlwölfen unter Wunderlich, 1984.
- Caporiaccosa Roewer, 1960 – Synonymisiert mit den Nachtwölfen (Trochosa C. L. Koch, 1847) unter Marusik, Nadolny & Koponen, 2020.
- Chaleposa Simon, 1910 – Synonymisiert mit der Gattung Proevippa unter Russell-Smith, 1981.
- Chorilycosa Roewer, 1960 Synonymisiert mit den Laufwölfen unter Barrion & Litsinger, 1995.
- Citilycosa Roewer, 1960 – Synonymisiert mit der Gattung Hogna unter Thaler, Buchar & Knoflach, 2000.
- Dalmasicosa Roewer, 1960 – Synonymisiert mit der Gattung Anoteropsis unter Vink, 2002.: 19.
- Epihogna Roewer, 1960 – Synonymisiert mit der Gattung Schizocosa unter Dondale & Redner, 1978.
- Evippella Strand, 1906 – Synonymisiert mit der Gattung Evippa unter Alderweireldt, 1991.
- Flanona Simon, 1898 – Synonymisiert mit der Gattung Zoica unter Lehtinen & Hippa, 1979.
- Foxicosa Roewer, 1960 – Synonymisiert mit der Gattung Lycosa unter Chen & Gao, 1990.
- Galapagosa Roewer, 1960 – Synonymisiert mit der Gattung Hogna unter Baert & Maelfait, 1997.
- Glieschiella Mello-Leitão, 1932 – Synonymisiert mit der Gattung Allocosa unter Dondale, 1986.
- Hippasosa Roewer, 1960 – Synonymisiert mit der Gattung Ocyale unter Alderweireldt & Jocqué, 2005.
- Hydrolycosa Caporiacco, 1948 – Synonymisiert mit den Sumpfwölfen (Hygrolycosa) unter Brignoli, 1983.
- Ishicosa Roewer, 1960 – Synonymisiert mit der Gattung Lycosa unter Ono & Shinkai, 1988.
- Isohogna Roewer, 1960 – Synonymisiert mit der Gattung Hogna unter Wunderlich, 1992.
- Jollecosa Roewer, 1960 – Synonymisiert mit den Scheintaranteln (Alopecosa) unter Dondale & Redner, 1979.
- Leaena Simon, 1885 – Synonymisiert mit den Wühlwölfen unter Lugetti & Tongiorgi, 1965.
- Leaenella Roewer, 1960 – Synonymisiert mit den Wühlwölfen unter Wunderlich, 1984.
- Lycorma Simon, 1885 – Synonymisiert mit der Gattung Hogna unter Wunderlich, 1992.
- Lycosula Roewer, 1960 – Synonymisiert mit der Gattung Artoria unter Framenau, 2007.
- Lynxosa Roewer, 1960 – Synonymisiert mit der Gattung Hogna unter Wunderlich, 1992.
- Melloicosa Roewer, 1960 – Synonymisiert mit der Gattung Birabenia unter Piacentini & Laborda, 2013.
- Metatrochosina Roewer, 1960 – Synonymisiert mit den Nachtwölfen unter Tanaka, 1988.
- Mimohogna Roewer, 1960 – Synonymisiert mit der Gattung Lycosa unter Fuhn & Niculescu-Burlacu, 1971.
- Moenkhausiana Petrunkevitch, 1910 – Synonymisiert mit der Gattung Allocosa unter Capocasale, 1990.
- Orthocosa Roewer, 1960 – Synonymisiert mit der Gattung Tasmanicosa unter Framenau & Baehr, 2016.
- Pardosops Roewer, 1955 – Synonymisiert mit den Laufwölfen unter Tongiorgi, 1966.
- Piratosa Roewer, 1960 – Synonymisiert mit den Nachtwölfen unter Marusik, Omelko & Koponen, 2010.
- Porrimosa Roewer, 1960 – Synonymisiert mit der Gattung Aglaoctenus unter Carico, 1993.
- Porrimula Roewer, 1960 – Synonymisiert mit der Gattung Aglaoctenus unter Capocasale, 1982.
- Pterartoriola Roewer, 1959 – Synonymisiert mit der Gattung Pterartoria unter Russell-Smith & Roberts, 2017.
- Saitocosa Roewer, 1960 – Synonymisiert mit den Sonnenwölfen (Xerolycosa) unter Yaginuma, 1986.
- Scaptocosa Banks, 1904 – Synonymisiert mit der Gattung Geolycosa unter Dondale & Redner, 1990.
- Solicosa Roewer, 1960 – Synonymisiert mit den Scheintaranteln unter Lugetti & Tongiorgi, 1969.
- Sosilaus Simon, 1898 – Synonymisiert mit den Piratenspinnen (Pirata) unter Wallace & Exline, 1978.
- Sosippinus Roewer, 1960 – Synonymisiert mit der Gattung Sosippus unter Brady, 1962.
- Tetrarctosa Roewer, 1960 – Synonymisiert mit den Wühlwölfen unter Lugetti & Tongiorgi, 1965.
- Trabaeola Roewer, 1960 – Synonymisiert mit der Gattung Artoria unter Framenau, 2002.
- Trabaeosa Roewer, 1960 – Synonymisiert mit der Gattung Trabea zuerst 1966 unter Guy und 1982 unter Russell-Smith, 1982.
- Tricca Simon, 1889 – Synonymisiert mit den Wühlwölfen zuerst 1959 unter Wiebes und 1983 unter Dondale & Redner, 1983.
- Triccosta Roewer, 1960 – Synonymisiert mit den Wühlwölfen unter Braun, 1963.
- Trochosina Simon, 1885 – Synonymisiert mit den Nachtwölfen unter Engelhardt, 1964.
- Trochosippa Roewer, 1960 – Synonymisiert mit den Nachtwölfen unter Marusik, Nadolny & Koponen, 2020.
- Trochosomma Roewer, 1960 – Synonymisiert mit den Wühlwölfen unter Marusik & Nadolny, 2020.
- Trochosula Roewer, 1960 – Synonymisiert mit der Gattung Hogna unter Planas, Fernández-Montraveta & Ribera, 2013.

#### Ersetzte Homonyme
Zwei Gattungen der Wolfspinnen hatten zuvor eine Bezeichnung, die mit denen anderer Gattungen identisch waren. Diese nun ersetzten Homonyme war.
- Bristowia Saaristo, 1978 = Bristowiella.
- Porrima Simon, 1898 = Aglaoctenus.

#### Nicht mehr anerkannte Gattung
Eine Gattung der Wolfspinnen wurde nach ihrer Erstbeschreibung nicht mehr als solche anerkannt und gilt heute als Nomen dubium. Die Gattung ist:
- Tessarops Rafinesque, 1821 – Aufgelöst unter Kaston, 1972

#### Nie anerkannte Gattungen
Zwei Gattungen der Wolfspinnen erfüllten bei ihrer Erstbeschreibung nicht die Voraussetzungen für einen Gattungsstatus und gelten heute als Nomia nuda. Die Gattungen sind:
- Piratessa Roewer, 1955 – Aufgehoben unter Marusik, Omelko & Koponen, 2010.
- Schizogyna Chamberlin, 1904; Banks, 1929 – Aufgehoben unter Dondale & Redner, 1978.

## Wolfspinnen und Mensch

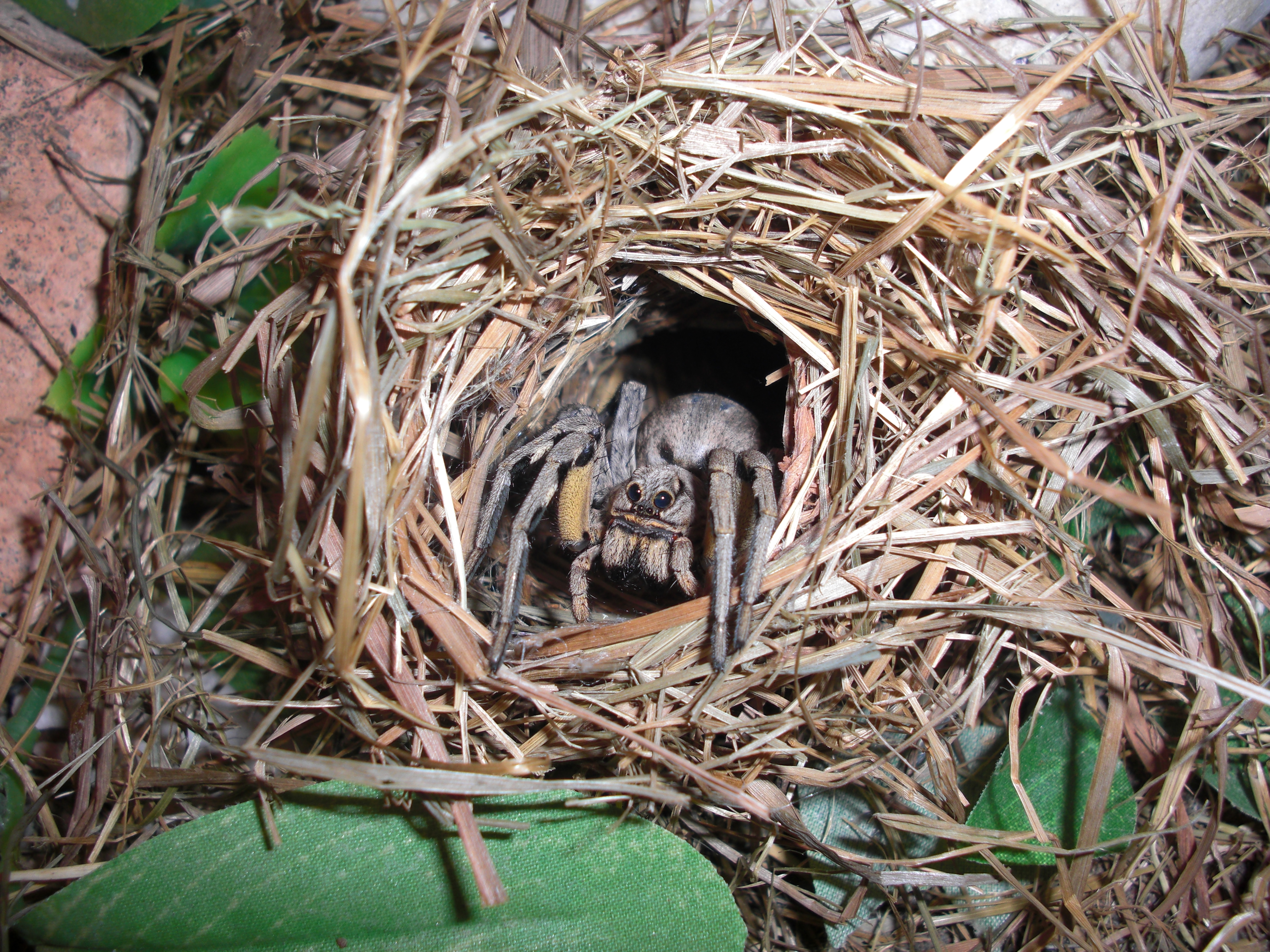
Als Terrarientier gehaltene weibliche Wolfspinne

Unter den Wolfspinnen sind vor allem die Schwarzbäuchige (Hogna radiata) und die Apulische Tarantel (Lycosa tarantula) oftmals gefürchtet. Dabei sind die Bisse dieser für den Menschen wie bei anderen größeren Wolfspinnen zwar schmerzhaft, im Normalfall allerdings nicht von medizinischer Relevanz. Einzelne Wolfspinnen werden außerdem gelegentlich als Heimtiere im Bereich der Terraristik gehalten oder als Nützlinge im Rahmen der biologischen Schädlingsbekämpfung gesehen.

### Bissunfälle und Symptome

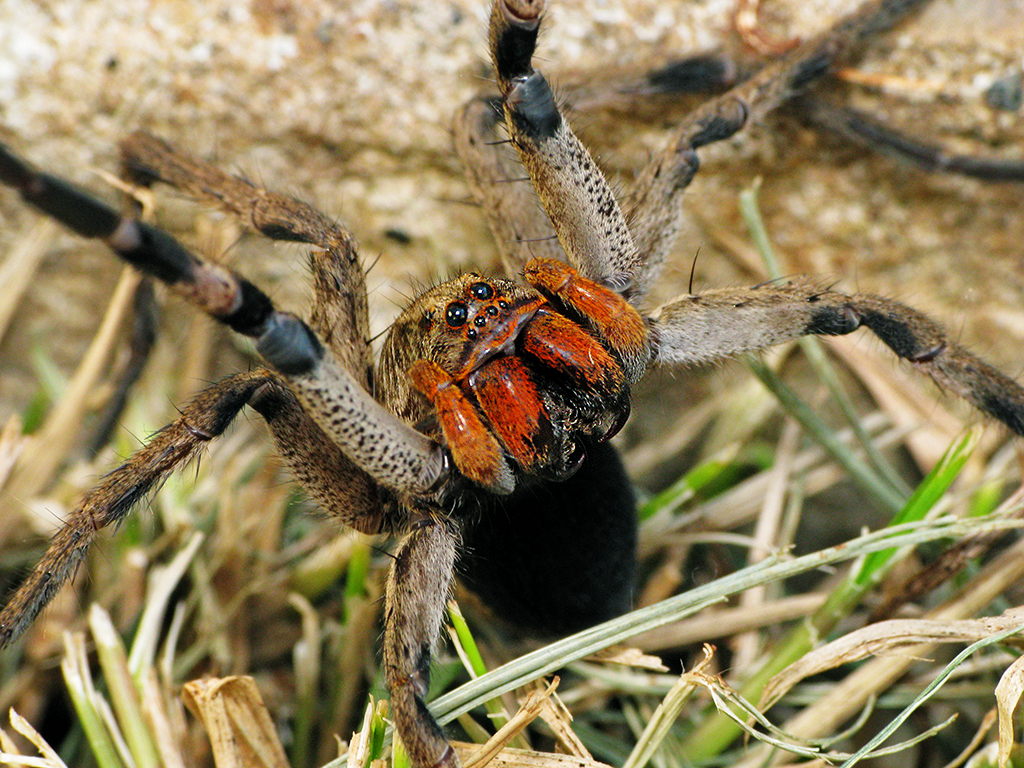
Drohgebärde eines subadulten Männchens von Lycosa erythrognatha

Bisse von Wolfspinnen beim Menschen sind überliefert. Ein solcher Biss selber gilt zwar als recht schmerzhaft, insgesamt jedoch weniger als etwa ein Bienenstich. Als gängige Symptome eines Bisses von Wolfspinnen zählen lokale Symptome wie Schmerzen, Schwellung, Rötungen oder Juckreiz. Zu einem von einer Wolfspinne ausgehenden Biss auf einen Menschen kann es kommen, sollte die Spinne etwa durch Provokationen dazu veranlasst werden. Insbesondere bei großen Wolfspinnen spielen die Cheliceren eine große Bedeutung bei der Verteidigung neben dem Überwältigen von Beutetieren. So sind etwa Bisse verschiedener Wolfspinnen der Gattung Lycosa überliefert.
Wie bei den Bissen einiger anderer Spinnen, etwa der Feldwinkelspinne (Eratigena agrestis) oder der Weißschwanzspinne (Lampona cylindrata), so wurden auch denen von Wolfspinnen Nekrosen als Folge dieser zugeschrieben, was sich jedoch nie bestätigen ließ. Derartige Bissfolgen können vermutlich auf Verwechslungen mit Einsiedler-Violinspinnen (Loxosceles) beruhen, bei denen Nekrosen nach einem Biss tatsächlich auftreten können. Bisse von Wolfspinnen hingegen sind selten von medizinischer Relevanz.

### Wolfspinnen als Nützlinge
Wolfspinnen wird im Rahmen der biologischen Schädlingsbekämpfung insbesondere für die Landwirtschaft ein großer Nutzen zugesprochen, da die Tiere eine Vielzahl an Schädlingen dezimieren. Aus dem gleichen Grund sind Wolfspinnen auch in Gartenanlagen oftmals gern gesehen.